# Пергам (держава)
Пергам, Пергамське царство (дав.-гр. Πέργᾰμον) — держава у західній частині Малої Азії, що проіснувала з 283 по 133 рік до н. е. Столицею царства було однойменне місто Пергам. Найвищого розквіту досягло за часів Евмена I (263—241 роки до н. е.) та Евмена II (197—159 роки до н. е.). Припинило існування після смерті Аттала III у 133 році до н. е., який заповів свою державу Риму. Після остаточного приєднання Пергаму римляни перетворили царство на провінцію Азія.
Пергамська держава займала своєрідне географічне положення — західну і центральну частини півострова Мала Азія, зону інтенсивних контактів грецького і східних світів, область високорозвиненого сільського господарства, ремесла, торгівлі.
Пергамське царство склалося і розвивалося в області з досить складним етнічним складом населення. На території держави здавна проживали представники різних малоазійських народностей — місійці, фригійці, карійці, фракійці, а також македонці, що оселилися тут з часів Александра Македонського, і галати, які переселилися на півострів на початку III століття до н. е.. Крім того в цьому регіоні ще з мікенського часу сформувалося численне грецьке населення. Греки були основним етнічним елементом, насамперед у містах. Вони привносили в країну власну культурно-побутову традицію, найважливіші риси соціально-політичного життя, систему освіти, форми мистецтва, релігію.
Політична історія царства розвивалася своєрідно. Очевидною особливістю політичної історії та зовнішньої політики Пергамського царства є його існування в постійному ворожому оточенні. Відносини Пергаму з усіма своїми впливовими сусідами — Македонією, Віфінією, царством Селевкідів, Понтійським царством, галатами — носили ворожий характер, що змушувало царів Пергаму приділяти велику увагу укріпленню столиці та інших міст, розвитку військових сил держави і орієнтувати всю зовнішню політику на союз з грецькими державами Балканського півострова і Римською республікою. Територія царства була ареною численних воєн і зіткнень, внаслідок чого влада Атталідів поширювалася то на значну частину півострова, то лише на долину річки Каік.
Сформована в Пергамському царстві система політичних інститутів була типовою для елліністичних держав. Верховна влада в ньому належала царській династії, що спиралася на спадкове право, на знать, що становила досить численну і впливову верству, і на професійну найману армію. Всі нитки управління країною сходилися до рук царя, який мав вищу військову, адміністративну, законодавчу та контрольну владу.

## Історія

### Утворення Пергамського царства

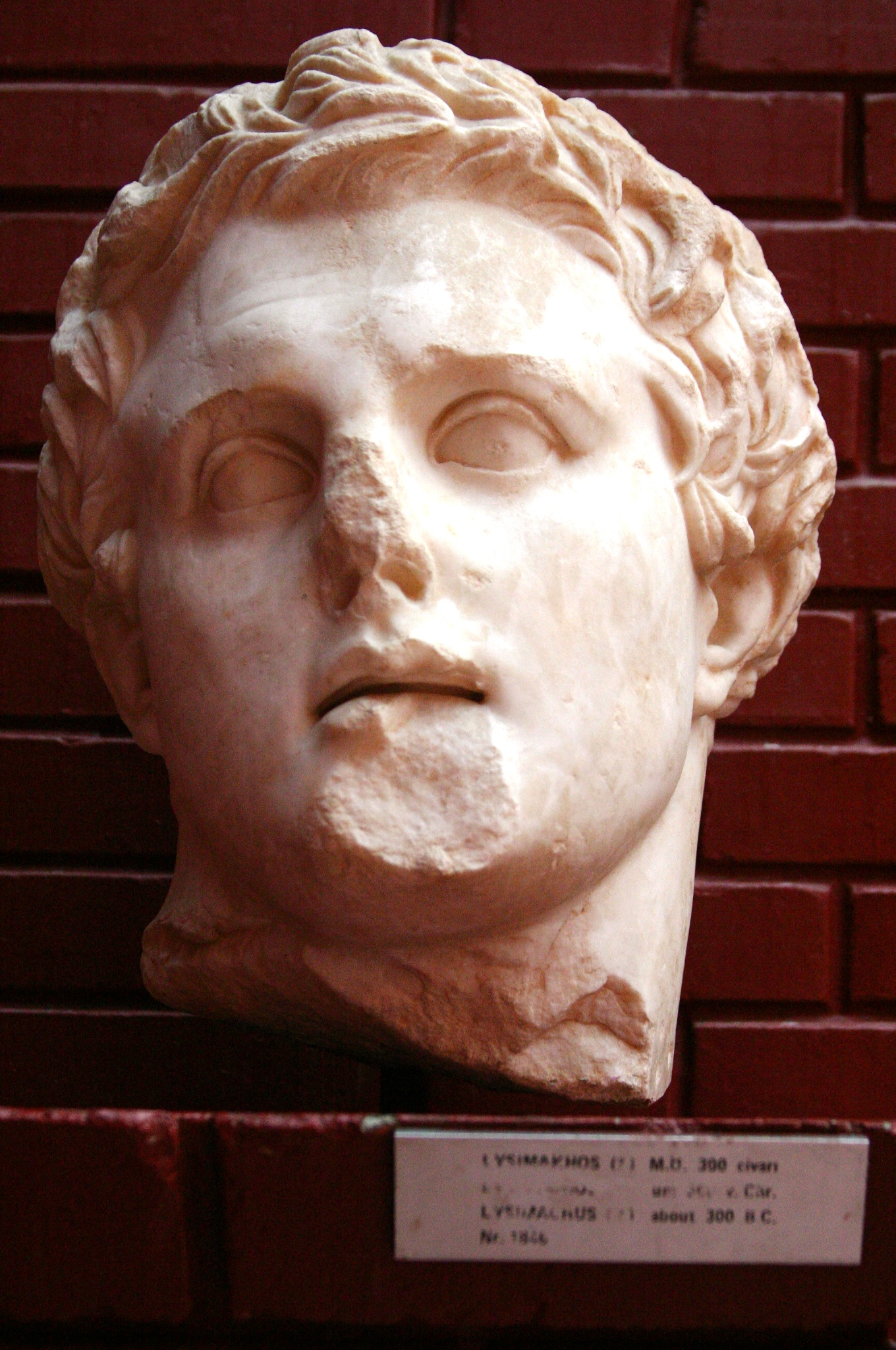
Бюст царя Лісімаха в музеї міста Ефес

Утворення Пергамського царства, як і всіх інших елліністичних держав, припадає на період, коли після смерті Александра Македонського розгорнулася боротьба за розподіл його держави. Полководці Александра в 311 році до н. е. уклали мирний договір, за умовами якого Мала Азія перейшла під владу Антигона. Піднесення останнього змусило згодом всіх його супротивників об'єднатися. Влітку 301 року до н. е. біля міста Іпс у Фригії Антигон був розгромлений об'єднаними силами полководців Лісімаха, Птолемея і Селевка. Південні області півострова Мала Азія ввійшли до складу володінь Селевка. Окремі міста західного узбережжя Анатолії залишилися під владою сина Антигона Деметрія, який пізніше втратив їх і взагалі вийшов з боротьби. Основна частина Малої Азії була приєднана до володінь могутнього царя Лісімаха.
У ході цих подій став помітним засновник царського дому Атталідів Філетер. До моменту битви при Іпсі Філетер був уже людиною зрілого віку, досить досвідченим військовим діячем. Якщо повідомлення деяких пізніх античних авторів правильні, то Філетер прожив до 80 років, а отже, дата його народження визначається часом близько 343 рік до н. е. Походив Філетер з Тіоса, невеликого містечка на чорноморському березі Пафлагонії. Його батько Аттал був македонцем, а мати Боа — пафлагонійкою. Відповідно до античних відомостей через нещастя, яке трапилося з ним в ранньому дитинстві, Філетер став євнухом.
Військову та цивільну службу Філетер почав в державі Антигона під командуванням Докіма — коменданта невеликого міста Сінада. Незадовго до битви при Іпсі Докім завбачливо перейшов на бік царя Лісімаха, що вторгся з військами в Малу Азію, і здав йому місто. Разом зі своїм командиром на службу до Лісімаха перейшов і Філетер. Останній отримав від Лісімаха призначення у фортецю Пергам для піклування про скарбницю, в якій знаходилося 9 тисяч талантів. За словами Страбона, Філетер «отримав прекрасне виховання, тому і був удостоєний такої довіри». У державі Лісимаха правителем невеликого містечка Амастриду на узбережжі Чорного моря був якийсь Евмен. Деякі фахівці вважають його братом Філетера.
Джерела не дозволяють точно визначити характер влади Філетера в цей час. На думку ряду вчених майбутній засновник династії Атталідів, обіймаючи посаду «хранителя скарбниці», володів лише громадянською владою. З іншого боку, відомо, що вже через кілька років після встановлення влади в Пергамі Філетер володів власними військовими силами. Важко уявити, що розміщені у фортеці скарби не охоронялися військовим контингентом, влада над яким, найімовірніше, належала саме Філетеру.

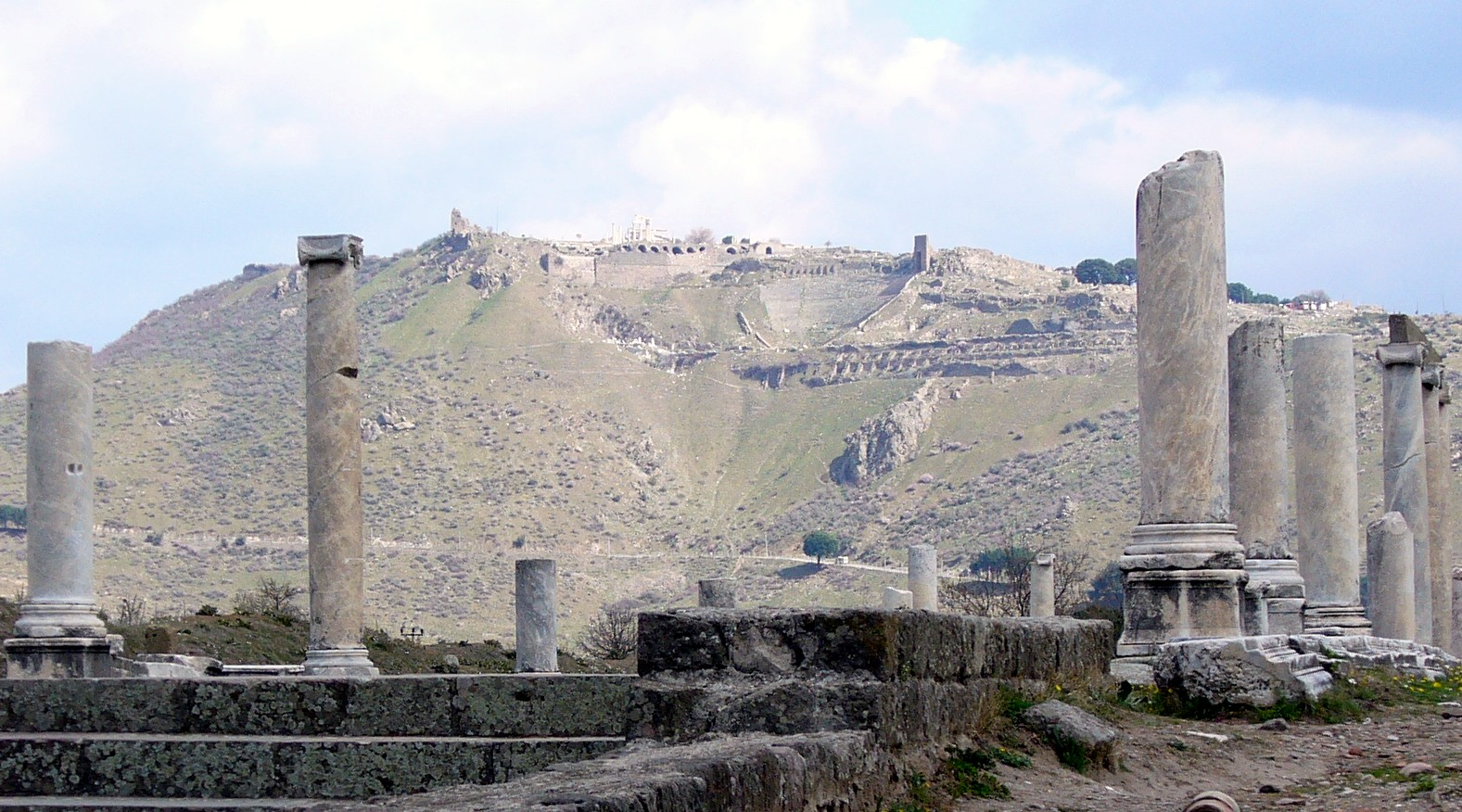
Руїни акрополя в Пергамі

Держава Лісімаха виявилася недовговічною. Недалекоглядна, а подекуди злочинна політика, яку проводив Лісімах, привела в результаті до загострення протиріч у середовищі родичів, наближених, вищих державних і військових чинів, а надалі і взагалі до загибелі держави. Третя дружина Лісімаха Арсіноя, що походила з царського роду Птолемеїв, які правили в Єгипті, активно інтригувала проти старшого сина і спадкоємця Лісімаха — Агафокла. В результаті змови останній загинув, його смерть викликала обурення і природне побоювання за своє життя багатьох наближених до царя. Справді, після цього розпочалися репресії перших осіб у державі навіть за те, що вони шкодували вбитого. У світлі цих подій воєначальники один за іншим почали переходити на бік Селевка і стали підмовляти його почати війну з Лісімахом, до чого Селевк і так був схильний через заздрість до слави Лісімаха. Саме тоді і Філетер, якому були довірені всі скарби Лісімаха, глибоко вражений смертю Агафокла і підозріло ставлячись до дій Арсіної, захопив Пергам і, відправивши вісника, віддав і себе і всі багатства у владу Селевка. Виступ Філетера проти Лісімаха відбувся в 283 році до н. е..
Цар Сирії, Межиріччя, Ірану та інших східних територій Селевк I Нікатор (311—281 роки до н. е.) поспішив скористатися сприятливими для обставинами і вдерся у володіння Лісімаха. У 281 році до н. е. противники зійшлися в битві біля містечка Корупедіон. Лісімах зазнав поразки і загинув, а створена ним держава розпалася. Мала Азія стала володінням Селевка.

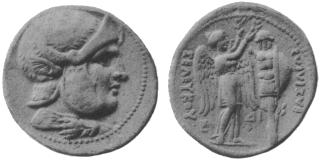
Тетрадрахма із зображенням Селевка I

Філетер визнав владу сирійського царя. У матеріалах нумізматики ця залежність знайшла відбиття: перемогу Селевка над Лісімахом правитель Пергаму відзначив випуском тетрадрахм з ім'ям Селевка. Надалі Філетер карбував монети з ім'ям і зображенням Александра Македонського, знову Селевка, а приблизно з 275 року до н. е. зважився помістити на монетах із зображенням Селевка своє власне ім'я.
Очевидно з метою зміцнити відносини із Селевкідами Філетер одружив свого небожа Аттала з Антіохідою, дочкою Ахея, полководця і родича сирійських царів. Можливо, таким чином сирійські царі хотіли забезпечити свій вплив на Пергам.
Аналіз політики Філетера дозволяє визнати залежність правителя Пергаму від Селевка I і його сина Антіоха I номінальною, декларованою, але фактично неіснуючою. Це підтверджується кількома фактами. По-перше, серед постійних військових сутичок, як-то війни між Селевком і Лісімахом та вбивство останнього, вбивства Селевка правителем Єгипту Птолемеєм Керавном, євнух Філетер залишався у своїй твердині, не тільки утримуючи місто і скарби, а й розповсюджуючи владу на околи Пергаму і встановлюючи дружні відносини з рядом міст Малої Азії та Балканської Греції. По-друге, важливо звернути увагу на те, що Філетер зберіг свої скарби — мало ймовірно, що Селевк, у випадку його реальної влади над Філетером, залишив би величезні кошти Лісімаха в Пергамі і не спробував би фактично заволодіти ними. Крім того, Філетер вже через два роки після відколу від Лісімаха, в 281 році до н. е., самостійно розпорядився цими скарбами, викупивши у Птолемея Керавна тіло вбитого ним Селевка, а ще через кілька років Філетер надавав значну допомогу місту Кізік. Тому багато дослідників історії Атталідів визнають реальну незалежність Філетера і його перетворення фактично у правителя самостійної держави вже з моменту виступу проти Лісімаха в 283 році до н. е., хоча це твердження завжди супроводжується відповідними зауваженнями.

### Правління Філетера

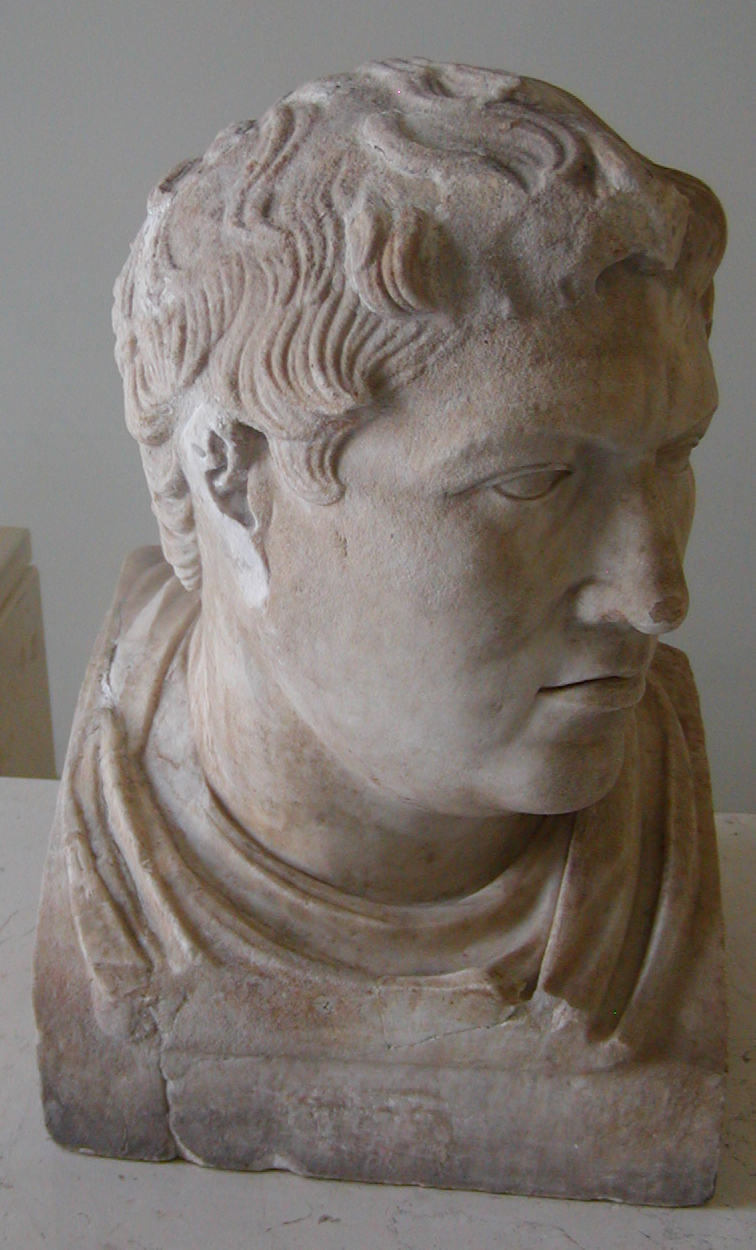
Філетер — засновник династії Атталідів

У роки свого правління Філетер почав створювати систему дружніх відносин і союзів з сусідніми містами. До числа найближчих союзників Філетера в перші ж роки його правління увійшов Кізік. Це місто, засноване вихідцями з Мілета, було розташоване на березі Пропонтиди на важливих торговельних шляхах. До епохи еллінізму він перетворився на розвинений ремісничий і торговий центр, який був у змозі забезпечити свою самостійність військовою силою і дипломатією. Характерною властивістю політики Кізіка в III—II століттях до н. е. стала стійка орієнтація на союз з Пергамом. Знайдений в Кізіку напис повідомляє про те, що Філетер вже в перші роки свого правління здійснив для міста ряд поступок. У 280/279 році до н. е. Кізіку було надано для організації святкувань двадцять талантів срібла і п'ятдесят коней для охорони кордонів. У наступні роки Філетер надав місту звільнення від податку на перегін та купівлю в його володіннях худоби та інших товарів, забезпечив охорону кордонів, виділив на оливкову олію для юнаків міста та на їх виховання значну суму у 26 талантів, нарешті, в 276/275 році до н. е. під час війни з галатами, що вторглися в Малу Азію, забезпечив місто зерном.
Документ перших років правління Філетера показує, що він вже тоді був фактично суверенним правителем, самостійно укладав договори, надавав військову допомогу, виділяв гроші, звільняв від податків. У його розпорядженні були власні військові сили і величезні кошти, захоплені у Лісімаха завдяки зраді.
Інше місто, для якого Філетер здійснив великодушний учинок і з яким, очевидно, мав дружні стосунки, це розташований біля гирла річки Каік поліс Пітана. Його жителі повинні були платити Антіоху I за користування царськими землями. Частина необхідних коштів була виділена Філетером. Очевидно, політика підтримки грецьких міст стала досить відомою в західній частині Малої Азії, оскільки до Філетера звернулися жителі міста Кіми з проханням про допомогу в придбанні озброєння для громадянського ополчення. Філетер відгукнувся на прохання і подарував їм зі свого арсеналу 600 щитів.
Також Філетер активізував політику і на території Балканського півострова. З написів, знайдених біля руїн стародавнього міста Феспії в Беотії (Балканська Греція), відомо, що Філетер вчинив пожертву земельних наділів святилищам Гермеса і Муз. Важко пояснити, чому саме ці святилища були удостоєні уваги правителя далекого Пергаму. Можливо, Філетер прагнув таким чином легалізувати свою невелику державу, забезпечити їй певну популярність і визнання в грецькому світі. Більш зрозуміле бажання правителя Пергаму заручитися підтримкою з боку впливового в грецькому світі святилища Аполлона в місті Дельфи. Дельфійці на знак вдячності надали Філетеру, його племіннику Атталу і братові Евмену дружбу, право першого отримання відповіді оракула, першого виступу в суді та інші пільги.
При Філетері в Пергамі велися будівельні роботи: були зведені храми Афіни і Деметри, а на околицях міста перебудоване старе святилище шанованої серед греків малоазійської богині Великої Матері богів (Кібели).
Політична діяльність засновника династії Атталідів тривала до його смерті в 263 році до н. е. Підсумок його правління виглядає достатньо значним. Філетер зумів створити невелику самостійну державу з власними збройними силами, структурою управління, встановити систему дружніх відносин з низкою сусідніх міст і держав. Безумовною заслугою Філетера також можна вважати створення спадкової влади — свою владу він передав племіннику.

### Правління Евмена I

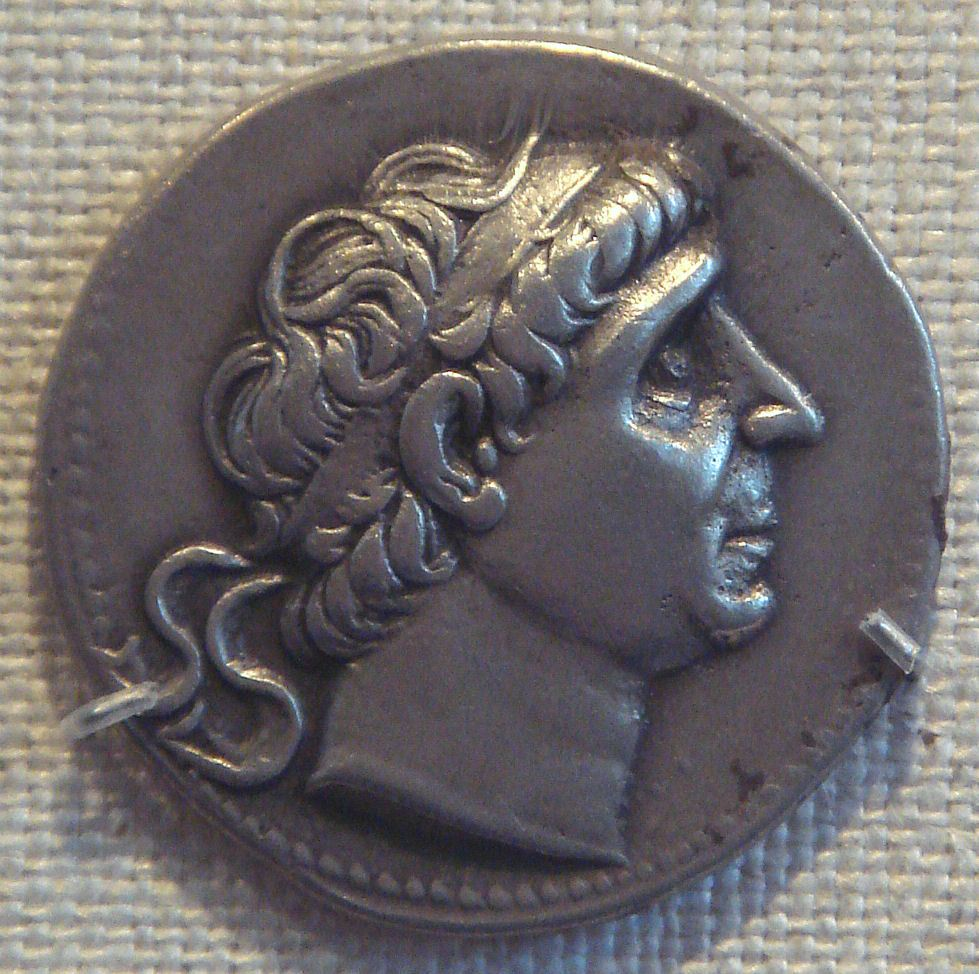
Антіох I

Евмен I, що успадкував владу в Пергамі, був сином брата Філетера Евмена, який, за деякими даними, був у державі Лісімаха правителем міста Амастрида. Філетер усиновив племінника. З усіх Атталідів Евмен I (263—241 роки до н. е.) привернув найменше уваги античних авторів. У грецьких і римських історичних творах можна зустріти лише розрізнені і короткі повідомлення про деякі події часу його правління.

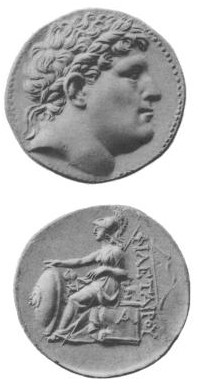
Монети Евмена I із зображенням Філетера

Найважливіша подія, пов'язана з періодом державної діяльності Евмена I — це розрив відносин з Селевкідами, що завершився військовим зіткненням біля міста Сарди, переможцем в якому став правитель Пергаму. Битва датується часом між 263 роком до н. е. (рік приходу до влади Евмена I) і 261 роком до н. е. (дата смерті Антіоха I). Причина війни із Селевкідами в джерелах не розкривається, однак найімовірніше, що це була політика Евмена І, направлена на розвиток самостійної держави.
Зовнішньополітичне становище Пергаму при Евмені I залишалося, попри перемогу над Антіохом I при Сардах, вельми напруженим. Основна загроза для держави походила від царства Селевкідів. Антіох II (261—246 роки до н. е.) завоював всю Іонію, частково Памфілію і Кілікію в південній частині півострова Мала Азія. Сирійському цареві підпорядковувалися багато міст західних областей Анатолії, в тому числі і розташовані неподалік від Пергаму Ефес, Кіма, Фокея, Егі, Міріна, де карбувалися його монети.
Іншою ворожою до Пергаму силою стала Македонія, вплив якої різко зріс при енергійному цареві Антигоні Гонаті (283—239 роки до н. е.). Останній мав дружні стосунки з царями Сирії і навіть одружився з принцесою з роду Селевкідів, а свого сина Деметрія оженив із сестрою царя Антіоха І. Флот Македонії взяв участь разом з військово-морськими силами Селевкідів і Родосу в боротьбі проти Єгипту, кораблі якого в битвах при островах Андрос і Кос були розбиті. Антигон Гонат захопив під свою владу ряд островів Егейського моря і мав намір продовжити територіальні захоплення.
Нарешті, на півострові Мала Азія загрозу Пергаму становили племена галатів, що вторглися з Європи ще на початку III століття до н. е.. Уникнути їх спустошливих вторгнень Евмену I вдавалося лише завдяки грошовим виплатам.
Очевидно другому правителю Пергаму досить успішно вдавалося уникати зовнішніх ускладнень, і, за винятком згаданої битви при Сардах, прямих військових зіткнень з Македонією, Сирією та іншими ворожими йому силами не було. Найімовірніше Евмен I обрав політику нейтралітету, що дозволяла йому маневрувати в оточенні війн і конфліктів і поступово непомітно укріплювати власні позиції.

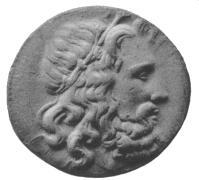
Антигон II Гонат

Межі володінь Евмена I точно окреслити складно. На півночі вони доходили до гори Іда, біля підніжжя якої Філетером було засноване пергамське військове поселення. На сході володіння Евмена I збільшилися незначно. Вони включили в себе лише верхню частину долини річки Каік. На півдні кордони Пергаму доходили, можливо, до міст Егі і Темн. Важливим територіальним здобутком для Пергаму стало узбережжя Егейського моря від берегів Адраміттійської затоки на півночі до гирла річки Каік на півдні, за винятком тих приморських областей, які належали Мітилені.
Загалом територіальне зростання Пергамської держави не було значним, і вона, як і раніше, залишалася в ряді скромних і маловпливових держав, але вихід до моря відкрив можливість розвитку і використання у зовнішній політиці військово-морських сил. Попри те що прямі свідчення в джерелах про флот Пергаму належать до пізнішого часу — періоду правління наступника Евмена I царя Аттала I, дослідники сходяться в думці про те, що флот був створений при Евмені I.
З подій внутрішньої історії Пергамської держави часу правління Евмена I відомі всього два. При ньому відбулася зміна політики правителя щодо громади столиці. Евмен I перейшов до практики призначення вищих посадових осіб міста — колегії стратегів, яка доти обиралася народними зборами. Інша значна подія, що відбулася в роки правління Евмена I — укладення договору правителя з найманими воїнами, в якому визначалися умови їх служби. Мабуть, договір був укладений після заколоту найманців, що тривав, як можна припустити на підставі декількох рядків документа, чотири місяці. Укладення договору поклало кінець заколоту і у висліді події склалися сприятливо для Евмена I — він зберіг владу і, вмираючи в 241 році до н. е., передав її спадкоємцю — Атталу I.

### Правління Аттала I

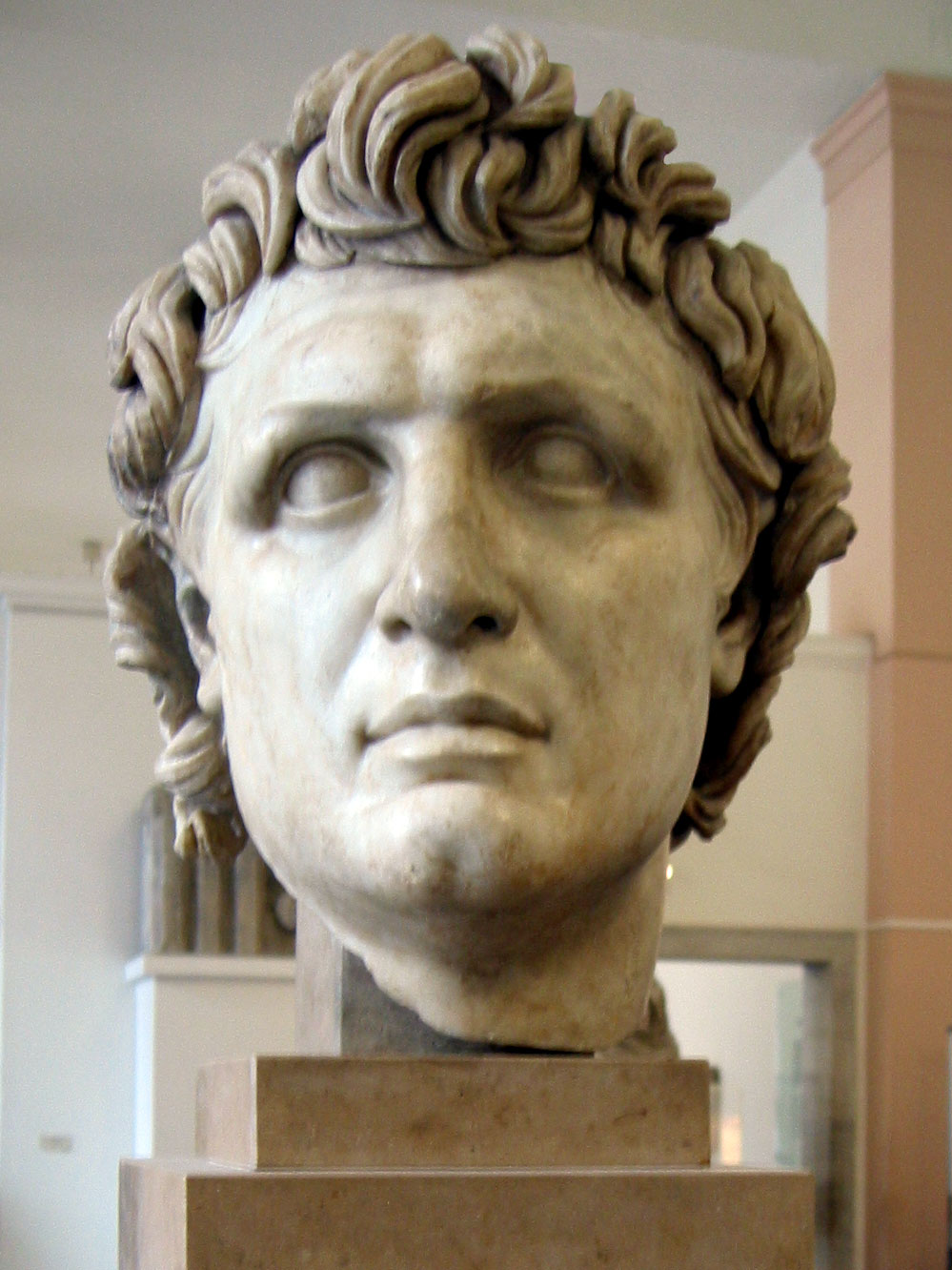
Аттал I Сотер

У 241 році до н. е. Евмена I змінив на Пергамському престолі Аттал I. Новий правитель не був сином свого попередника. Страбон називає Аттала I сином Аттала, який був братом Філетера, отже, Аттал I був Евмену I двоюрідним братом. Однак є підстави сумніватися в правильності запропонованої грецькими письменниками генеалогії. Епіграфічні матеріали свідчать, що батько Аттала I Аттал був сином Аттала — брата Філетера, тобто доводився цьому останньому Атталу онуком, а не сином. Таким чином, Евмен I передав свою владу синові двоюрідного брата, але усиновив його. Мати Аттала I Антіохіда походила з царського роду Селевкідів.
До влади Аттал I прийшов у віці 28 років (як вважають, він народився в 269 році до н. е.). Джерела нічого не повідомляють про його діяльність до сходження на престол.
Особисте життя царя склалася щасливо. Близько 223 року до н. е. (але не пізніше 220 року до н. е.) Аттал I одружився з Аполлонідою, яка походила з дружнього до Атталідів міста Кізік. Дружина не принесла Атталу I багатства і зв'язків зі знатними родичами, але прославилася своєю доброзичливістю, благочестям, любов'ю до чоловіка і чотирьох синів: Евмена, Аттала (майбутні царі Евмен II і Аттал II), Філетера і Афенея.
З початковим етапом правління Аттала I пов'язана подія, яка глибоко закарбувалася у свідомості сучасників і нащадків, і багато в чому визначила подальшу долю молодої держави. Це велика перемога над племенами галатів, що проживали в центральній частині Анатолії. Аттал I відмовився платити кельтам гроші, як це робив його попередник Евмен I. Галати захотіли покарати правителя Пергаму, але їх зустріло військо Аттала I біля витоків річки Каік, де вщент розбило. Це сталося в перші роки правління Аттала I, найімовірніше, в 238—235 роках до н. е.. Перемога над галатами принесла Атталу I значний політичний капітал: він став відомий в грецькому світі і повністю скористався ситуацією. До свого імені Аттал I додав почесне ім'я Сотер («Спаситель»), але найзначнішим підсумком стало те, що Аттал I прийняв після перемоги титул царя, поставивши себе тим самим в один ряд з правителями великих і могутніх держав.

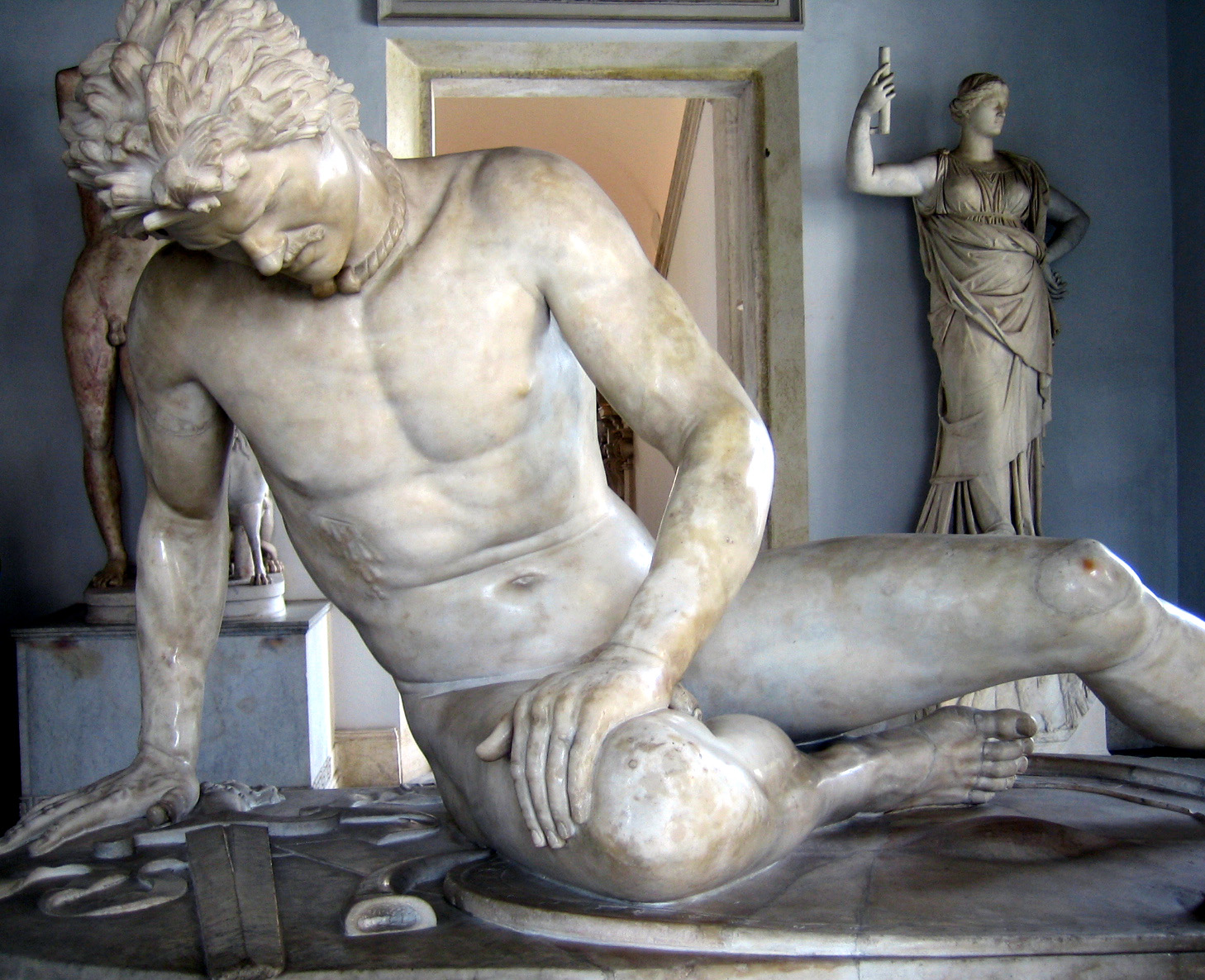
Скульптура «Вмираючий галл» — зображає перемогу Пергаму над галатами

Пергамський цар Аттал I, який енергійно набирав силу, являв для влади Антіоха Гієракса — правителя частини держави Селевкідів певну небезпеку. Між двома правителями почалася війна, події якої відомі мало. Один з написів Пергаму говорить про перемогу над Антіохом і галатами-найманцями біля Афродісіону. Афродісіон був святилищем богині Афродіти, яке знаходилося біля стін Пергаму. Мабуть, спершу війна текла невдало для Аттала I, який не зумів зупинити противника на кордоні. Надалі пергамський цар завдав своєму супротивнику серії поразок. Написи Пергаму згадують перемоги над Антіохом в Гелеспонтській Фригії, потім в 229 або 228 році до н. е. — біля озера Колоє, в Лідії, і в Карії на ріці Гарпас (притока Меандра). Цар Пергаму на короткий час підкорив своїй владі значні території Малої Азії, які раніше належали Селевкідам — Лідію, Гелеспонтську і Велику Фригію, Лікаонію. Селевк II, брат і супротивник Антіоха Гієракса, опинився перед необхідністю боротьби з Атталом I, але, не встигнувши її почати, загинув. Його наступник Селевк III Сотер (226—223 роки до н. е.) направив проти правителя Пергаму полководців з військом. Пергамське військо знову здобуло перемоги, в пам'ять про які в місті були накарбовані два написи. Стривожений розвитком подій в Малій Азії, Селевк III сам очолив армію, перейшов з нею в 223 році до н. е. через гірський хребет Тавр, але несподівано був убитий одним з воїнів-галатів.
Важливим результатом перемог Аттала I над галатами і Антіохом Гієраксом стало встановлення тісних відносин з найближчими грецькими містами. Можливо, відносини з полісами були оформлені договорами. Але територіальні придбання Аттала I були короткочасними. Через кілька років ситуація в Малій Азії докорінно змінилася. До влади в державі Селевкідів прийшов Антіох III, прозваний Великим (223—187 роки до н. е.), а намісником Малої Азії в той час був впливовий при дворі Селевкідів Ахей. Ахей почав війну з Атталом I, в ході якої пергамський цар за два роки позбувся своїх територіальних надбань і навіть був змушений поступитися деякими своїми споконвічними володіннями. У 220/219 році до н. е. війна між Ахеєм і Атталом I тимчасово припинилася, ймовірно, завдяки посередництву міста Візантія.

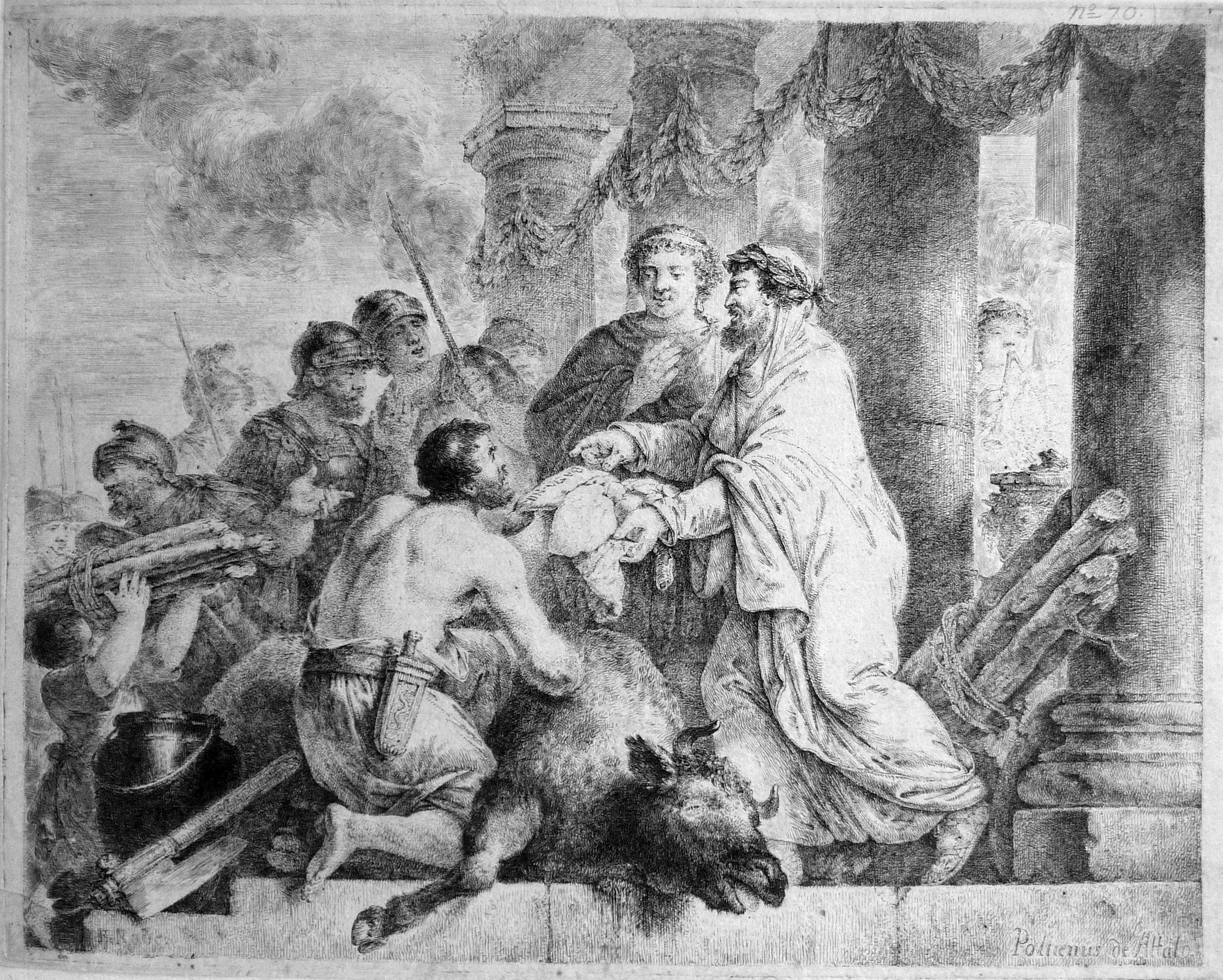
Цар Аттал I під час жертвопринесення. Гравюра, близько 1780 року

Ахей, продовжуючи завоювання в Малій Азії, зокрема почавши війну в області Пісідія, змушений був вивести війська із західних районів Малої Азії. Аттал I скористався ситуацією. Влітку 218 року до н. е. пергамський цар розпочав військову кампанію проти Ахея. Його військо було підсилене загонами галатів-егосагів. Аттал I направив армію на південь від гирла річки Каік, підкоряючи своїй владі приморські грецькі міста.
Підсумок походу Аттала I влітку 218 року до н. е. був значним — він відновив владу в північно-західній частині Малої Азії, взяв під контроль багато прибережних міст. Надалі вплив Пергаму в розвитку полісів узбережжя відчувався постійно.
Проте Ахей здобув перемогу в Пісідії і приєднав до своїх володінь частину Памфілії. Повернувшись у свою резиденцію — чудово укріплене місто Сарди, він готувався до нової війни з Атталом I. Але посилення Ахея викликало серйозні побоювання Антіоха III, який вирішив розправитися з небезпечним родичем. Навесні 216 року до н. е. сирійський цар вступив з армією на територію Малої Азії і уклав союз з Атталом I. Цей факт свідчить про визнання Антіохом III Пергамського царства самостійною політичною силою, а Аттала I — рівним йому за статусом правителем. Антіох III, мабуть, визнав за царем Пергаму всі його володіння.
У 213 році до н. е. війна з Ахеем завершилася перемогою Антіоха III. Для Пергаму перемога мала значні наслідки: з могутнім царем Антіохом III встановилися дружні відносини, з його боку було отримано офіційне визнання держави та її кордонів.
В останні два десятиліття свого правління Аттал I брав участь у справах Балканської Греції.
Близько 219 року до н. е. Аттал I встановив дружні відносини з Етолійський союзом. Ця подія, яка спочатку не відіграла помітної ролі, мала далекосяжні наслідки, оскільки Пергам виявився втягнутим в цілий ланцюг війн.

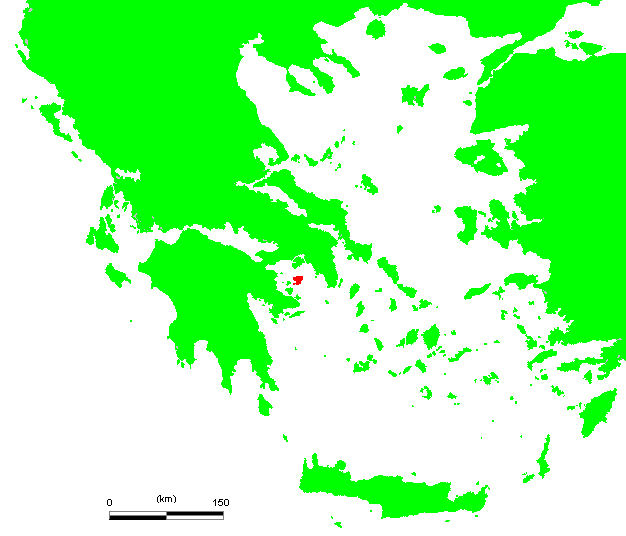
Острів Егіна — перший територіальний здобуток Пергаму в ході Першої Македонської війни

Першою великою подією Першої Македонської війни (215—205 роки до н. е.), в якій узяли участь війська пергамського царя, було взяття острова Егіна влітку 210 року до н. е.. Право на територію острова мав Етолійський союз, але поступився ним Атталу I за 30 талантів. Егіна стала першим заморським володінням царства Пергаму і залишалася в його складі до самої загибелі династії Атталідів.
Навесні 209 року до н. е. Етолійський союз на своєму зібранні, яке відігравало роль головного органу об'єднання, обрав Аттала I стратегом-автократором, вручивши йому тим самим найвищу владу. Але участь військ Пергамського царства у війні з Македонією була незначною. У 209 році до н. е. загони Аттала I разом з етолійцями і римлянами намагалися перегородити біля міста Ламія шлях армії Філіпа V, але були двічі розбиті. Зиму 209/208 років до н. е. Аттал I і римський командувач Сульпіцій Гальба провели на Егіні, розробляючи плани військової кампанії. На початку літа 208 року до н. е. поновилися військові дії, але Аттал I недовго брав у них участь. Його армія спустошила околиці міста Пепарета, розгромила і пограбувала Опунт. Зі знайдених в Дельфах написів відомо, що Аттал I в 209 або 208 році до н. е. розмістив невеликий гарнізон у місті Лілея для захисту його від македонців.
На цьому пергамський цар був змушений перервати своє перебування в Греції: йому стало відомо, що цар Віфінії Прус I на вимогу свого союзника Філіпа V почав війну проти нього в Малій Азії.
Важливим зовнішньополітичним успіхом Аттала I в ці роки стало зближення з Родосом. Цей острівний поліс перетворився на епоху еллінізму в один з найрозвинутіших ремісничих і торгових центрів, володів достатньо потужним для захисту своїх інтересів флотом. До кінця III століття до н. е. відносини Пергаму і Родоса були ворожими, але агресивні дії македонського царя Філіпа V змусили супротивників зблизитися.

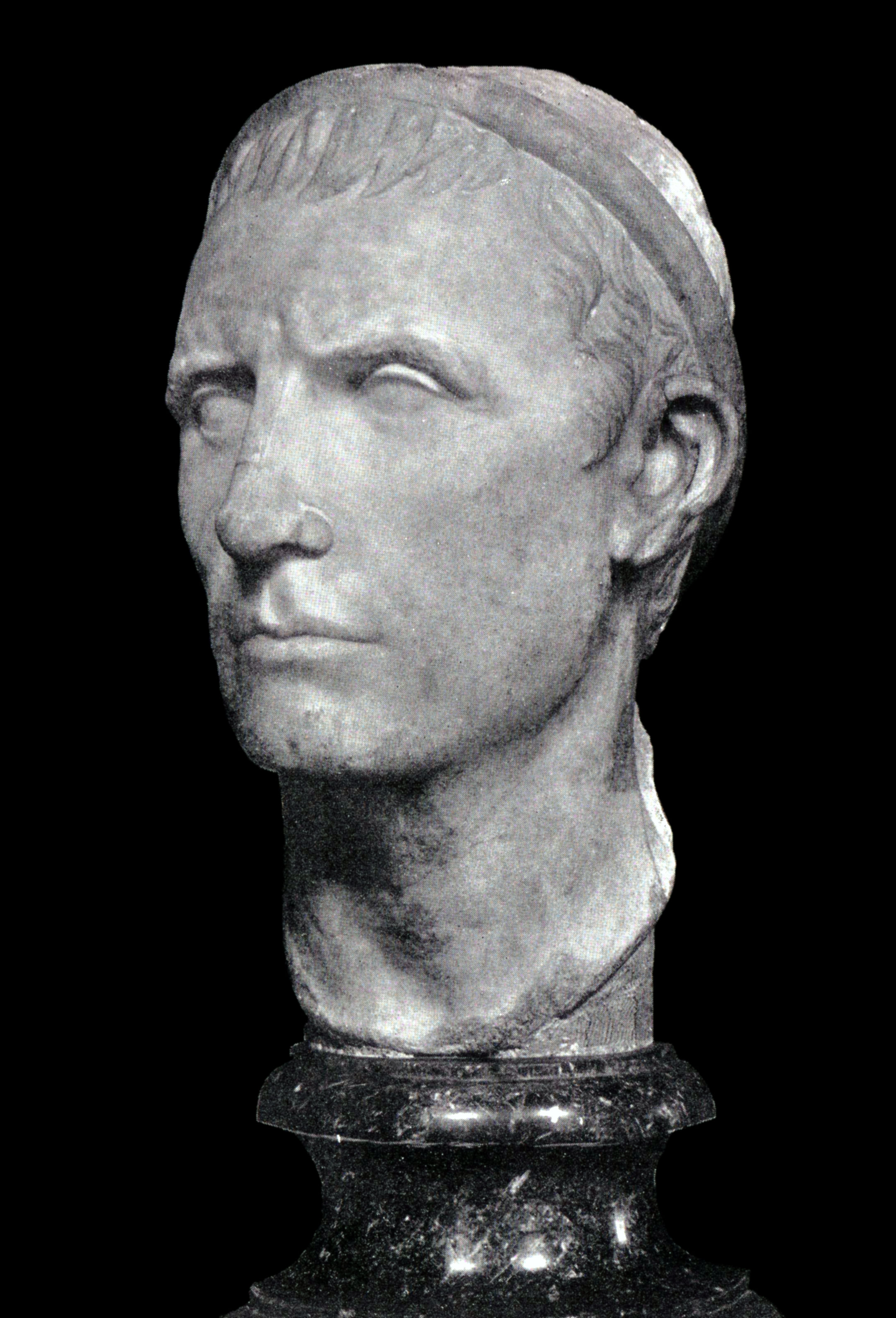
Антіох III Великий

Навесні 201 року до н. е. цар Македонії зайняв острів Самос і атакував Хіос, який був союзником Родосу. Війна з Родосом і Пергамом стала невідворотною. В протоці між островом Хіос і берегом Малої Азії зустрілися потужний македонський флот та об'єднані флоти Родосу, Пергаму і Візантію. Армія Філіпа V зазнала нищівної поразки з численними втратами. Пергамський цар Аттал I у віці 70 років особисто брав участь у бою і проявив неабияку мужність. Після невдачі на морі Філіп V переніс військові дії на сушу і вторгся в межі Пергамського царства. Аттал I передбачив можливість нападу і підготувався до нього. У цілому війна була для Філіпа V безуспішною: він не домігся перемоги, не послабив своїх супротивників, не захопив значної здобичі, погіршив відносини не тільки з Пергамом, Родосом і рядом інших грецьких держав, а також і з Римом. Після невдалої воєнної кампанії в 200 році до н. е. він повернувся в Македонію.
Аттал I зробив ще одну важливу військово-дипломатичну акцію: він уклав договір з мешканцями поліса Малла, який знаходився на острові Крит. Договір датується часом близько 200 рік до н. е. і фіксує зобов'язання Аттала I направити в Маллу 300 воїнів з командиром. Мабуть, укладення подібного союзу було викликано наміром Аттала I більш міцно закріпитися в Греції і на островах, створити широку мережу союзницьких відносин для боротьби проти Філіпа V.
Навесні і влітку 200 року до н. е. Філіп V вів активні військові дії відразу на двох напрямках: його полководець Філоклет повинен був спустошити Аттику; сам цар Македонії очолив кампанію у Фракії. Пергам і Родос надавали лише символічну військову підтримку атакованим грецьким містам. Основні зусилля вони сконцентрували на дипломатичних намаганнях втягнути у воєнні дії Рим. І це їм вдалося. Римські посли поставили царю Македонії ультиматум з вимогою припинити військові дії проти греків. Оскільки Філіп V відмовився виконати умову Риму, йому була оголошена війна, яка отримала назву Другої Македонської (200—196 роки до н. е.). Театром воєнних дій стала територія Балканської Греції, Македонії та островів Егейського моря. Участь Пергамської держави у війні знову була незначною і зазвичай обмежувалася діями флоту.
Навесні 198 року до н. е. цар Антіох III напав на Пергам. У зв'язку з цим правитель Пергаму направив посольство в римський сенат із запевненнями у дружбі і готовності продовжувати війну з Македонією і з проханням: або направити римський загін в Малу Азію, або дозволити йому самому повернутися додому на захист царства. Сенат ухвалив відправити послів до Антіоха III і відпустити Аттала I для врегулювання відносин з сирійським царем.
Втручання Риму змусило сирійського царя відмовитися від своїх намірів. Пергамський правитель повернувся та взяв участь у військовій кампанії проти Македонії.
Останньою справою пергамського монарха став виступ перед жителями міста Фіви в Беотії з метою залучити їх до союзу. Сімдесятидвохрічний Аттал I першим почав виголошувати промову на зборах, але не витримав напруги і впав, скошений паралічем. Вражений недугою цар був переправлений морем в Пергам, де і помер у 197 році до н. е.
Підсумки державної діяльності Аттала I вельми значні. Пергамському царю вдалося перетворити своє незначне володіння в царство, зміцнити його самостійність, в дуже складній міжнародній обстановці забезпечити посилення і територіальне зростання. Аттал I створив боєздатну армію, здобув ряд значних військових перемог, домігся для своєї держави зовнішньополітичного впливу. Одним з найважливіших успіхів Пергамського царя стало встановлення союзницьких відносин з Римом, які надалі забезпечили державі Атталідів не тільки збереження в оточенні небезпечних супротивників, але навіть посилення і надбання нових територій і зростання зовнішньополітичного впливу.

### Правління Евмена II

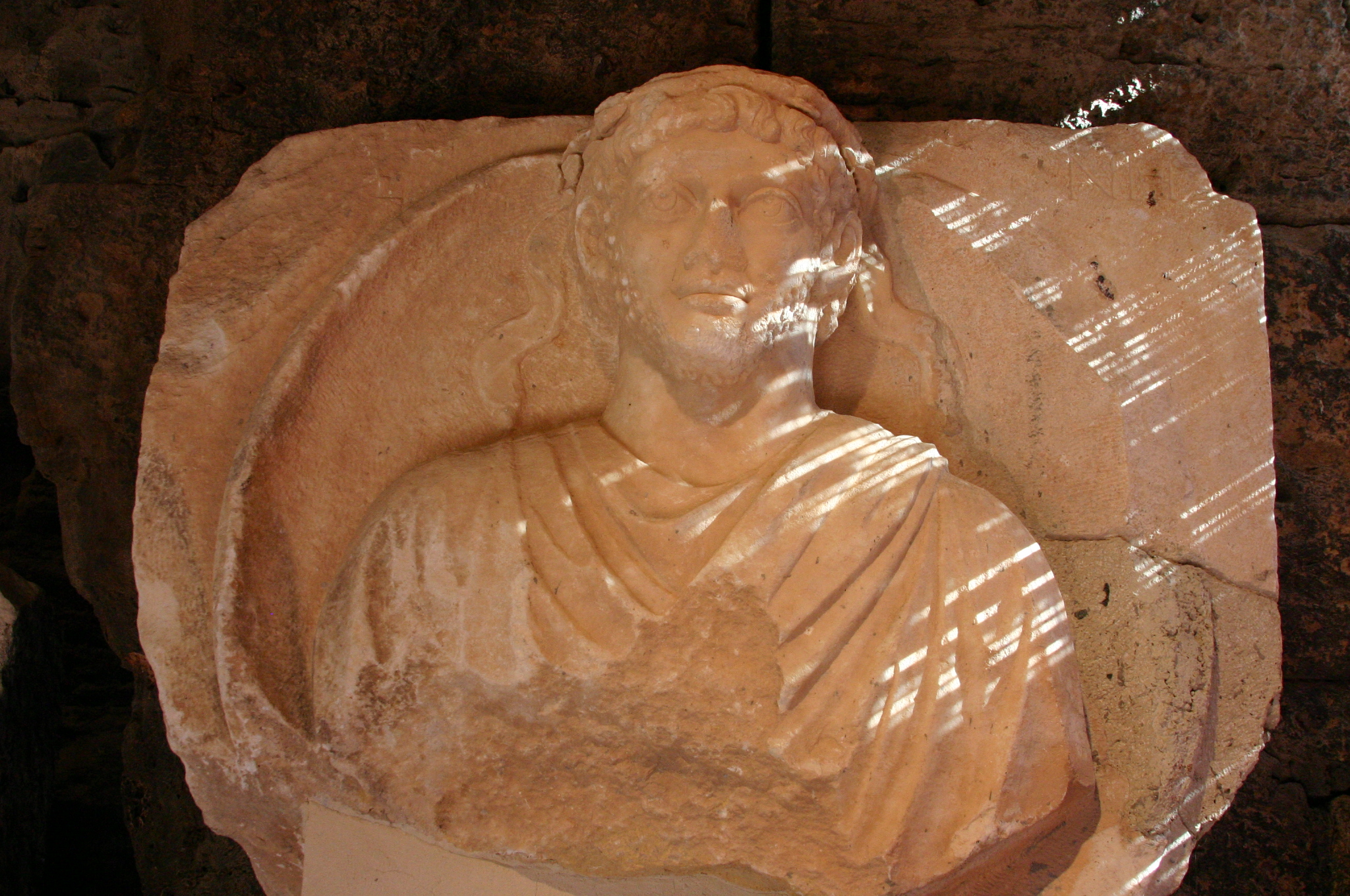
Евмен II

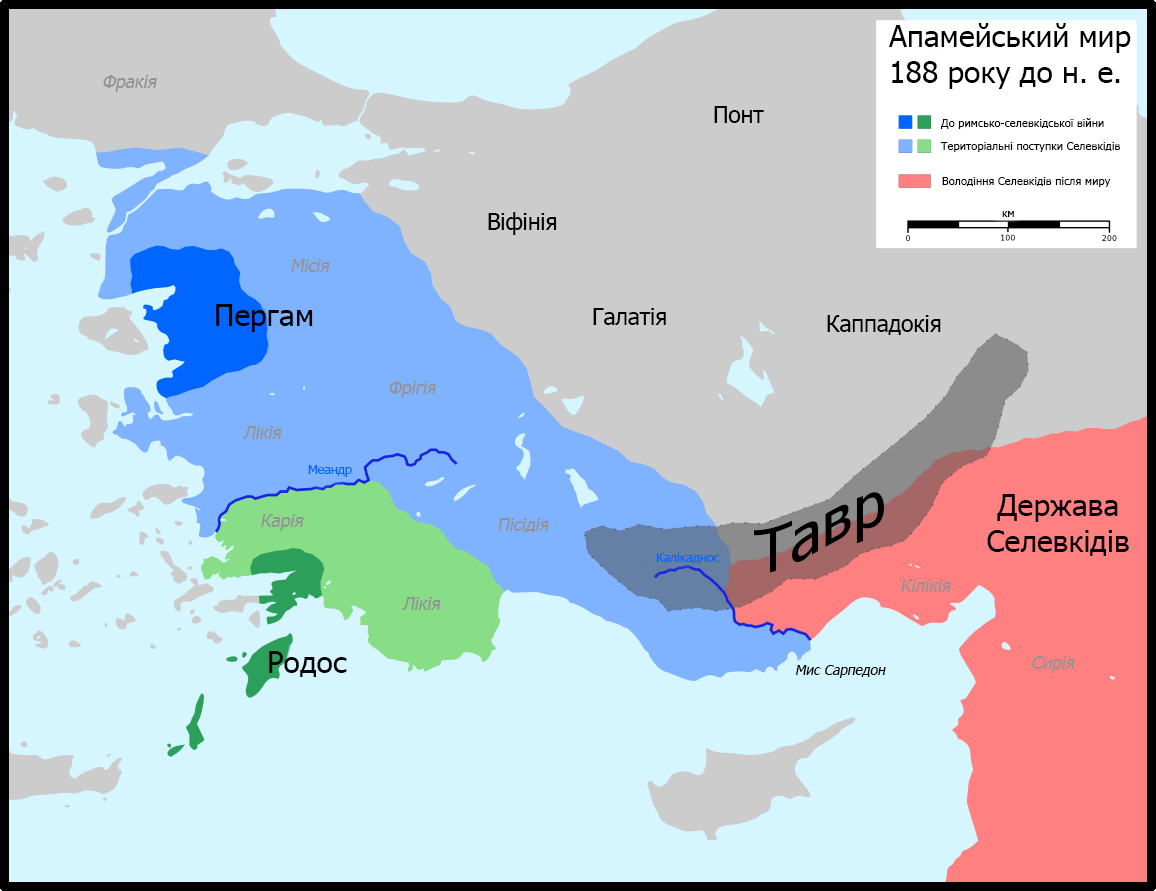
Розподіл територій між воюючими сторонами в результаті Апамейського мирного договору

Наступником Аттала I на престолі Пергаму став його син Евмен II (197—159 роки до н. е.), який увійшов в історію елліністичного світу як діяльний політик і полководець. При Евмені II була продовжена політика його батька, спрямована на посилення політичного та військового впливу царства в Середземномор'ї, зміцнення державної системи, перетворення столиці в один з центрів культури і мистецтв всього елліністичного світу.
У перші роки свого царювання Евмен II узяв участь у боротьбі Риму, Ахейського союзу та кількох грецьких полісів з правителем Спарти Набісом. Участь Пергамської держави в цьому конфлікті є несподіваною, оскільки Евмен II не мав прямих підстав для війни зі Спартою, а в самій Малій Азії в цей час вже склалася вельми тривожна ситуація — Антіох III осадив міста Смірну, Лампсак і Александрію в Троаді, загрожував Пергаму. Очевидно таким чином Евмен II намагався укріпити зв'язки з Римом, щоб надалі розраховувати на його допомогу у війні з державою Селевкідів. Крім того пергамський цар активно споряджав посольства в Рим з детальною інформацією про агресивну політику сирійського правителя.
У 192 році до н. е. висадкою армії Антіоха III в Балканської Греції була розпочата війна. Сирійський цар, розраховуючи на підтримку етолійців та інших своїх союзників, мав незначну армію — лише 10 тисяч піхоти, 6 слонів і 500 вершників. Надії Антіоха III на допомогу греків не виправдалися повністю. Римляни, у свою чергу, ґрунтовно підготувалися до війни. Їх армія, яка прибула на початку 191 року до н. е. в Грецію, налічувала 20 тисяч піхотинців, 2 тисячі вершників і 15 слонів. На стороні Риму проти Антіоха III виступили Афіни, Ахейський союз, Македонія, Родос і Евмен II.
Роль Пергамського царства в цей період боротьби була дуже невеликою. Більш значною була участь Пергаму у війні на морі і в боротьбі на території Малої Азії. Відомо також, що на Евмена II був покладений обов'язок забезпечити армії хлібом. До числа безсумнівних успіхів Евмена II в цей період війни належить укладення союзу з Ахейською лігою і поява в Пергамі підкріплення числом тисяча піхотинців і сотня вершників під командуванням відомого стратега Діофана.
У 190 році до н. е. Селевк — син Антіоха III, напав на місто Пергам і головну гавань Атталідів — місто Елея. Сирійські війська не змогли захопити міста, частково завдяки їхнім надійним укріпленням, а також внаслідок енергійних дій ахейців і самого пергамського царя.
На морі однією із найзначніших подій був бій біля Коріка, в якому ескадри Пергамського царства і Риму зустрілися з флотом Антіоха III (осінь 191 рік до н. е.). Кораблі Евмена II завдали удару по правому флангу армади, а римляни — по лівому. В результаті розбита флотилія сирійського царя була змушена відступити і сховатися від повного розгрому в гавані Ефесу, де була на деякий час заблокована.
Після переправи римської армії в 190 році до н. е. в Малу Азію, в облаштуванні якої провідну роль відіграв пергамський цар, Антіох III здійсних нову спробу мирних переговорів. На раду були запрошені цар Евмен II і родоські стратеги. Родосці погоджувалися прийняти мирні пропозиції сирійського монарха, але Евмен II дуже рішуче виступав за продовження війни. Результатом став зрив мирних переговорів і відновлення військових дій. Вирішальною подією війни з Антіохом III була битва при Магнезії біля гори Сіпіл, де сирійський цар зазнав поразки та великих втрат. Після битви Антіох III знову вирішив відновити переговори про мир і направив до союзників послів.
Тим часом навесні 189 року до н. е. в Ефес прибув новий консул Гней Манлій Вульсон, на якого сенатом було покладено завдання здійснити похід проти галатів, щоб убезпечити від їхніх набігів держави і міста Малої Азії. В поході взяв участь брат Евмена II Аттал, оскільки цар брав участь у мирних переговорах в Римі. Зазнавши кількох важких поразок галати направили послів до Манлія Вульсона з проханням про мир. Показово, що римський консул відклав обговорення умов мирного договору з галатами до прибуття царя Евмена II.
Влітку 188 року до н. е. в місті Апамея в Малій Азії за участю Гнея Манлія Вульсона, десяти посланників сенату, Евмена II і послів Антіоха III був остаточно затверджений мирний договір, який ознаменував завершення Другої Македонської війни. Його умови були досить жорсткими. Антіох III повинен був виплатити Риму за 12 років величезну контрибуцію в 12 тисяч талантів, видати весь військовий флот за винятком палубних кораблів. Сирії заборонялося надалі мати більше вказаного числа кораблів. Флот Антіоха III позбавлявся права з'являтися західніше мисів Калікадна і Сарпедона. Обидві сторони повертали один одному полонених. Сирійський цар також віддавав своїх бойових слонів і відмовлявся від їх утримування в майбутньому. Як гарантію дотримання умов договору Антіох III повинен був виставити 20 заручників. Евмену II Антіох III повинен був виплатити контрибуцію в 350 талантів за п'ять років і ще понад 127 талантів як відшкодування за хліб. Сирійський цар змушений був піти на значні територіальні поступки: всю Малу Азію північніше гір Тавра і всі свої володіння в Європі (у Фракії і на Херсонесі Фракійському) він повинен був віддати переможцям. Зокрема пергамському відходили Лікаонія, Місія, Велика і Гелеспонтська Фригія, Лідія, Іонія, частина Карії південніше річки Меандр, яка називалася Гідрела. Йому також була віддана частина Лікії і Пісідії (Міліада) з містом Телмесом. Крім того, Пергамська держава отримала і європейські володіння Антіоха — Херсонес, Лісімахію і невеликі міста на березі Пропонтиди. Через два роки після Апамейского договору Евмену II вдалося отримати дозвіл Риму ще на приєднання північної частини Памфілії.
Одним з важливих наслідків Апамейского миру 188 року до н. е. стало встановлення дружніх відносин Евмена II з царем Каппадокії Аріаратом IV. Цей вигідний обом сторонам союз був скріплений шлюбом Евмена II з каппадокійською царівною Стратонікою.

Галатія — історична область, завойована Евменом II. Пізніше стане римською провінцією

У наступні роки пергамський цар вів у Малій Азії досить активну зовнішню політику з метою зміцнити владу над новими територіями, послабити сусідні держави і закріпити за собою положення регіонального лідера. Першою подією в цьому в ряду стала війна з Віфінією за прикордонні частини Місії і Фригії. Фактично це було не просто зіткнення двох старих суперників, а регіональний конфлікт, в якому взяли участь дві коаліції. Прусій I вельми ґрунтовно підготувався до конфлікту: відомо, що він заручився підтримкою вождя галатів Ортіагона, царя Македонії Філіппа V і понтійського царя Фарнака I. Своєю чергою Евмен II отримав допомогу від міста Кізік.
Війна тривала успішно для Пергаму на суходолі, і менш успішно на морі. Зрештою Евмен II і Прусій I апелювали до Риму. Пергамського царя до цього підштовхнув затяжний характер конфлікту, а царя Віфінії — його військові невдачі. Римський сенат вирішив суперечку на користь Пергаму. У підсумку Евмен II приєднав до своїх володінь не тільки спірну область Місії і Фригії, а й значну частину Віфінії, а також місто Тіос, що давало вихід до Мармурового моря. До числа найважливіших результатів війни слід віднести також встановлення влади Евмена II над Галатією.
Незабаром після перемоги над Віфінією Евмен II взяв участь у війні (183—179 роки до н. е.) з Фарнаком I, царем Понту. Війна тривала чотири роки і велася за прикордонні області Малої Азії. У 179 році до н. е. понтійський цар був змушений погодитися на мирні умови, які йому були продиктовані.
Через декілька років після закінчення війни з Фарнаком I, в 175 році до н. е., Евмен II домігся значного дипломатичного успіху: він сприяв утвердженню на троні Селевкідів Антіоха IV, заклавши тим самим основу для дружніх відносин із Сирією і зруйнувавши загрозливий для Пергаму союз Македонії та Сирії.

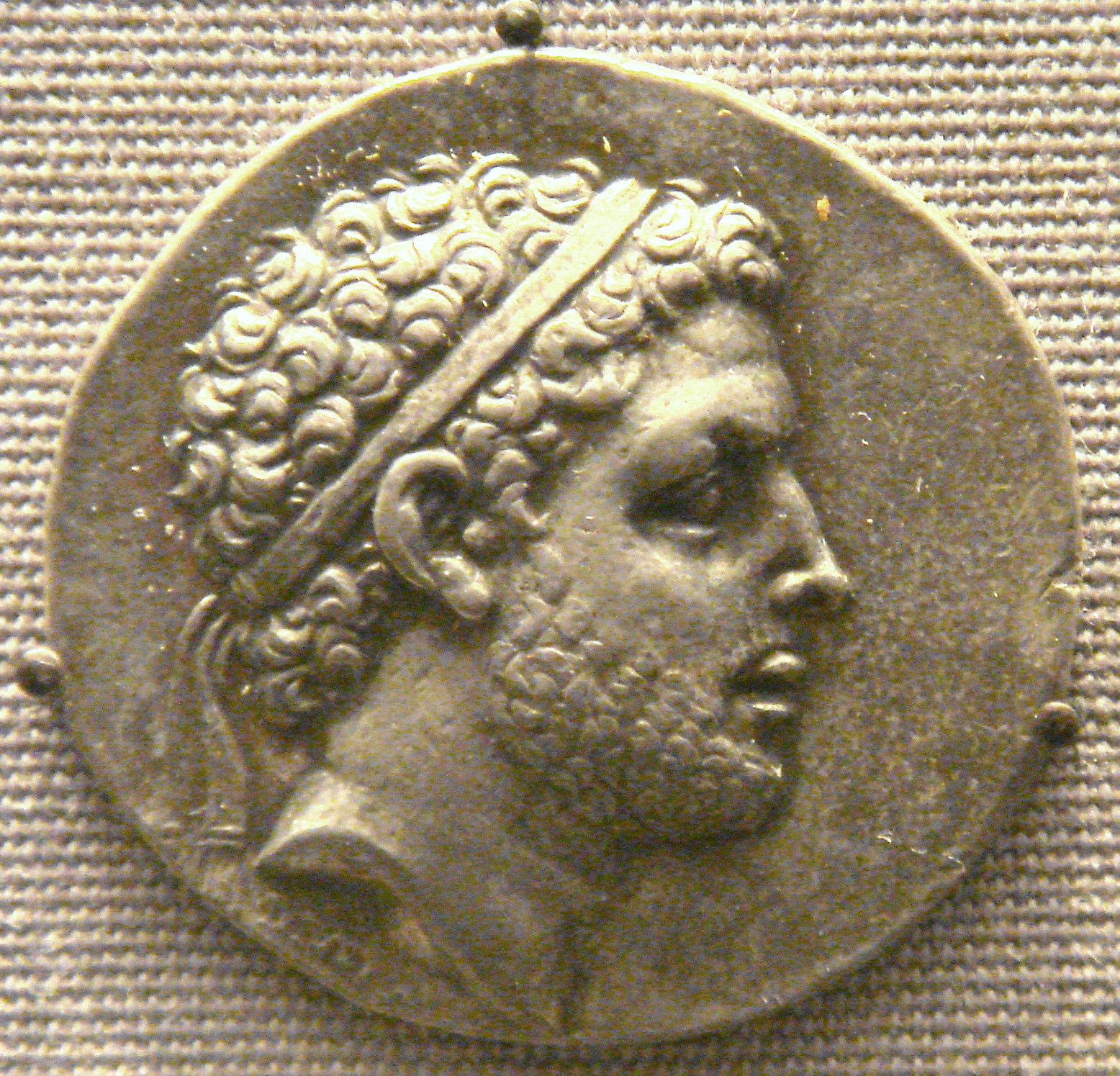
Персей Македонський — правитель Македонії під час Третьої Македонської війни

Новий правитель Македонії Персей розвинув активну військову і дипломатичну діяльність з метою повернути велич своїй державі. У 172 році до н. е. Евмен II здійснив другий за час свого правління візит в Рим. Головна мета його виступу перед сенатом полягала в тому, щоб підкреслити зростаючу з боку Македонії загрозу. Відповіддю Персея на таку активність пергамського царя став замах на Евмена II, який ледь не закінчився загибеллю останнього. Македонський цар організував напад у місті Дельфи, де пергамського царя було важко поранено. Евмена II перевезли на Егіну, де він протягом деякого часу лікувався. Тим часом поширилася чутка про смерть Евмена II, яка дійшла до Риму і Пергаму. Брат царя Аттал рішуче взяв у свої руки владу і одружився з царицею Стратонікою. Таким чином, при пергамскому дворі склалася вельми незвичайна ситуація: два брати одночасно носили царський титул і були одружені з однією царицею. На щастя для країни, Евмен II, повернувшись додому, сприйняв таку ситуацію з розумінням і навіть з гумором, а у Аттала виявилося достатньо мудрості, щоб добровільно скласти владу і підкоритися братові.
Військові приготування і дипломатична активність Персея, а також замах на Евмена II послужили для Риму приводом до початку Третьої Македонської війни (171—168 роки до н. е.). Навесні 171 року до н. е. Евмен II прибув до Греції, маючи 6 тисяч піхотинців і 1000 вершників. Але в перші два роки війни бойові дії для римлян та їхніх союзників проходили невдало. У 169 році до н. е. римській армії вдалося прорватися через Темпейську ущелину, відкривши тим самим шлях на Македонію.
У розпал війни відбулося значне погіршення відносин між Римом і його головним союзником — Пергамським царством. Причиною послужило перетворення царства Атталіди в одну з наймогутніших держав грецького світу і фактично самостійна, здійснювана у власних інтересах, зовнішня політика Евмена II. Тим не менше пергамський цар продовжив активну участь у війні. Загін пергамських військ на чолі з братом царя Атталом таки взяв участь у завершальному бою — битві при Підні в 168 році до н. е. Участь у Третій Македонської війні не принесло Пергаму ні здобичі, ні нових територій. Навпаки, відбулося погіршення становища держави Атталідів в системі міжнародних відносин, чим відразу ж скористалися галати.
У 168 році до н. е. незадовго до закінчення війни з Македонією, коли значні військові сили Пергаму ще перебували в Греції, галати напали на деякі грецькі міста і розбили посланий проти них загін Евмена II. Для врегулювання ситуації Евмен II набрав додаткові загони найманців, отримав підтримку з Каппадокії і Сирії і розбив галатів.
Останні роки правління Евмена II були затьмарені новими труднощами і невдачами. Активну антипергамську діяльність розгорнув цар Віфінії Прусій II, налаштовуючи проти Евмена II римлян і деякі міста і народи Малої Азії. Побоювання Риму викликали дружні відносини Пергамської держави з сирійським царем Антіохом IV. Відносини союзників досягли критичної точки, і тільки стриманість пергамського царя, зацікавленого в дружбі з Римом, запобігла серйозному розвитку конфлікту.
У 159 році до н. е. Евмен II помер, передавши владу своєму братові Атталу. Спеціальні дослідження деяких епіграфічних пам'яток показали, що Аттал II отримав царський титул ще в 160 році до н. е., принаймні за кілька місяців до смерті свого брата

### Правління Аттала II

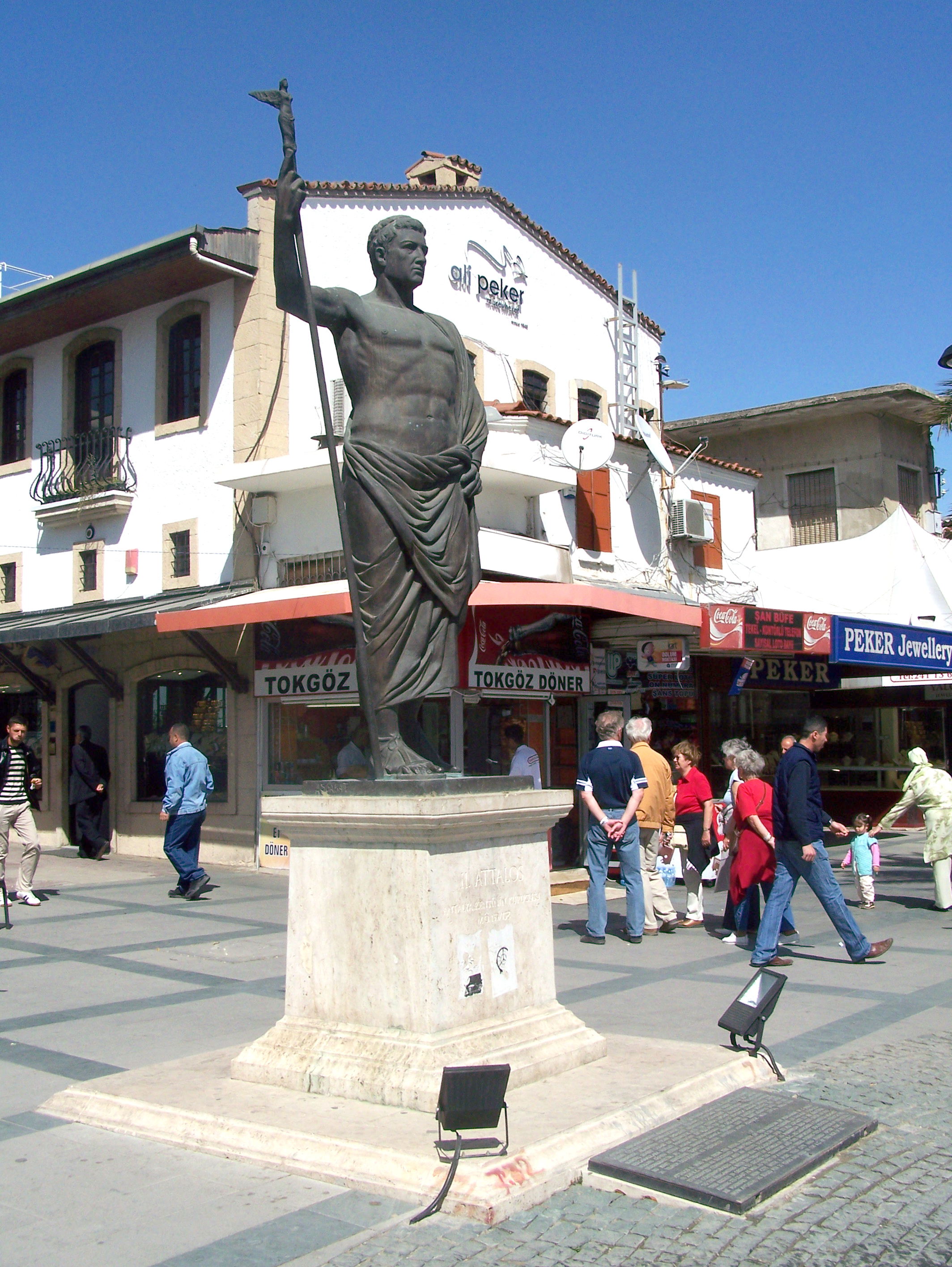
Аттал II

Ставши царем, Аттал II вдруге одружився з царицею Стратонікою для укріплення свого становища на престолі. Одним з перших значних державних заходів Аттала II стало втручання в справи Каппадокії. Після смерті Аріарата IV в цій країні розгорілася боротьба між двома претендентами — Ороферном і Аріаратом V. Спочатку, за допомогою сирійського царя Деметрія I Сотера, до влади прийшов Ороферн, але Аттал II, ставши царем Пергаму, підтримав свого товариша Аріарата V і допоміг йому захопити престол.
При Атталі II відносини з Віфінією зберегли відверто ворожий характер. У 156 році до н. е. армія цієї держави вторглася на територію Пергаму. Прусій II не без підстав розраховував на недоброзичливу у відношенні до Пергаму позицію Риму. Захопити і розграбувати міста царства Прусій II не зумів, але спустошив околиці полісів Кіма, Егі, Мефімна і Гераклея. Після цього армія віфінського царя покинула територію Пергаму, страждаючи в дорозі від голоду і хвороб.
Взимку 155/154 року до н. е. Аттал II зібрав значні сили, завербувавши найманців і отримавши військову допомогу від каппадокійського царя Аріарата V і Мітрідата V, царя Понту. Флот Пергаму, посилений кораблями союзників — Кізіка, Родосу та інших держав, встановив контроль в Пропонтиді, а армія вторглася у Віфінію. Від повного розгрому Прусій II був врятований втручанням Риму, який в 154 р. до н. е. зобов'язав Віфінію видати Атталу II 20 бойових кораблів, виплатити протягом 20 років 500 талантів для відновлення розграбованої в ході війни території низки грецьких міст. Через кілька років, в 149 році до н. е., Аттал II, рішуче втрутившись у віфінські справи, зумів домогтися великого політичного успіху і позбутися свого старого ворога Прусія II.
Ряд античних авторів без будь-яких ясних хронологічних вказівок згадують про те, що Аттал II здобув перемогу над фракійським царем Дієгілом, який розгромив місто Лісімахію на Херсонесі і розправився над захопленими в полон знатними громадянами. Попри перемогу Аттала II над Діегілом, ситуація навколо фракійських володінь Атталідів надалі залишалася напруженою: про це свідчить боротьба фракійців проти грецьких міст Фракії пізніше і участь фракійців у повстанні Аристоніка.
Ще однією важливою зовнішньополітичною справою Аттала II стало втручання в боротьбу претендентів на сирійський престол. У той час як влада в царстві Селевкідів перебувала в руках Деметрія I (162—150 роки до н. е.), на корону претендував його двоюрідний брат, Александр Балас, син дружньо налаштованого до Пергамської держави царя Антіоха V. На території Малої Азії була сформована сильна армія найманців, до якої приєднали свої війська Аттал II, Аріарата IV і Птолемей VI Філометор. У 150 році до н. е. цар Сирії Деметрій був розбитий в битві і загинув, а до влади прийшов Александр.
Через рік, у 149 році до н. е., почалася Четверта Македонська війна. Допомогу Риму у війні надавали флот і військо пергамського царя. У ці ж роки розгорнулась антиримська боротьба в Греції, у придушенні якої знову взяли участь військові сили Аттала II, зокрема разом з римською армією вони розгромили в 146 році до н. е. місто Коринф.
Аттал II помер в 138 році до н. е. у віці 82 років, передавши царську владу Атталу III.

### Занепад царства. Правління Аттала III

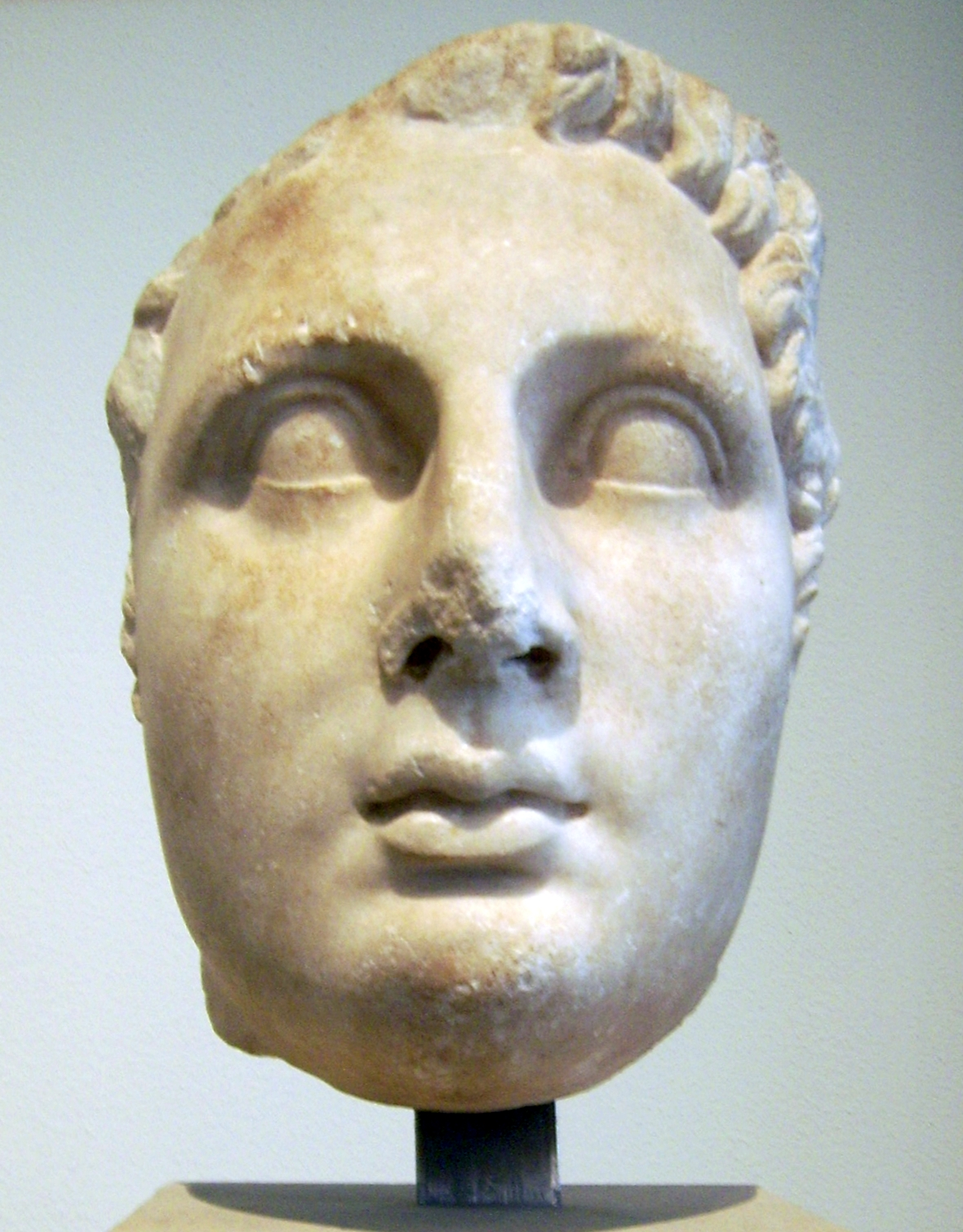
Фрагмент портрету Аттала II або Аттала III, 150/125 рік до н. е.

Аттал III (138—133 роки до н. е.) — доволі загадкова фігура. Його походження не зовсім зрозуміле. Згідно з офіційною версією, яку передають написи, а також Полібій, Страбон і Юстин, Аттал III був сином Евмена II і Стратоніки. Сам Аттал III в посланні до міста Кізік називає Аттала II своїм дядьком. Проте ще наприкінці XIX століття рядом вчених було висловлене припущення, що батьком останнього пергамського монарха був все-таки Аттал II, який одружився зі Стратонікою в 171 році до н. е., коли Евмен II ледь не загинув в Дельфах.
Загадковою є сама особистість останнього пергамського царя. В античних історичних творах склався стійкий образ похмурого деспота, кривавого лиходія, абсолютно нездатного керувати царством, який, зрештою, віддалився від справ. За словами Діодора Сицилійського, Аттал III, ставши царем, запросив до палацу наближених до свого попередника людей, де за його наказом всіх їх було вбито найманцями, після чого були винищені їхні діти та дружини. Але в науковій літературі, вже на початку XX століття, була висловлена думка про штучність цього образу останнього пергамського царя.
Політичні події періоду правління Аттала III майже невідомі. Напис, знайдений в Елеї, говорить про війну пергамського царя з невідомим супротивником, про перемогу над ним і приєднання якихось нових земель. Документ являє собою постанову народних зборів поліса (неясно, якого — Пергаму чи Елеї) на честь царя і свідчить про розвиток культу монарха при Атталі III.
Прагнення останнього пергамського царя зберегти союзницькі відносини з Римом показує факт направлення Атталом III до Публія Корнелія Сципіона Еміліана в Нуманцію посольства з дарами у зв'язку з перемогами римської армії в Іспанії. Але міжнародне становище царства, як показали наступні події, було нестійким.
Очевидно, при Атталі III відбулося різке погіршення і внутрішньополітичного становища держави. Серед місцевого сільського населення, рабів і міської бідноти зростало невдоволення системою жорстокої експлуатації і гноблення. Вже наприкінці правління Аттала III почалися виступи вільної бідноти і рабів.
У цій нестійкій зовнішньо- та внутрішньополітичній ситуації несподівано помер Аттал III і з'явився його заповіт, де він заповів своє царство «римському народу». Смерть молодого пергамського монарха виглядає дивною. Античні автори пояснювали її хворобою або сонячним ударом. Існує припущення, що Аттал III став жертвою римської політики.
Зміст заповіту також є загадкою: в повідомленнях античних авторів про зміст цього документу є чимало суперечностей. Римський історик I століття до н. е. Гай Саллюстій Кріспуса вклав в уста царя Понту Мітрідата VI Євпатора звинувачення проти римлян в тому, що вони, «злочинно замінивши заповіт», заволоділи Пергамським царством. Деякі стародавні автори взагалі не повідомляють нічого про зміст заповіту або передають його в загальній формі. Джерела, в яких про волю монарха говориться докладніше, звертають увагу на те, що в заповіті робилася різниця між власністю царя — його скарбами, скарбницею, маєтками, землями і містами царства. Тому доводиться погоджуватися з широко поширеною думкою про те, що останній пергамський монарх заповідав Риму лише свої царські володіння, а містам надав свободу.
Час смерті останнього пергамського царя дослідники визначають по-різному. Найоширеніша дата — весна 133 року до н. е..

### Повстання Арістоніка
Повстання Арістоніка — остання значна подія історії Пергамського царства. Хоча різні джерела по-різному подають його походження, у всіх них спільним є те, що Арістонік мав царське походження, доводився, як і Аттал III, сином царю Евмену II, але, очевидно, не від законної цариці Стратоніки, а від наложниці.
Події повстання можна відновити за повідомленнями античних авторів лише в загальному вигляді. Після смерті Аттала III, можливо влітку 133 року до н. е., Арістонік здійняв заколот в невеликому місті Левки, яке розташоване на узбережжі Егейського моря. Городяни підтримали виступ. У розпорядженні Арістоніка виявилися кораблі, які він використовував для боротьби за владу. З міст узбережжя, які підтримали Арістоніка в його боротьбі, відома лише Фокея. Інші приморські поліси не підтримали повстання. Активну допомогу Риму після його вступу в боротьбу надали Ефес, Пергам, Галікарнас, Кізік, Баргілія, Смірна, Мефімна. Силою Арістоніку вдалося захопити ще Мінді в Карії, Колофон в Іонії і острів Самос.
Після поразки на морі Арістонік був змушений тікати з міста Левки у внутрішні області країни, де зібрав значну армію з незаможних людей і рабів, яких він закликав до свободи. Після цього він здійснив похід, підкоряючи своїй владі міста і фортеці внутрішніх частин країни. Відомо, що були захоплені Фіятира, Аполлоніда, Стратонікея, ймовірно під контролем залишалося місто Левки. Просування Арістоніка в район Фіятири не було випадковим. В околицях міста знаходилося значна кількість військових колоній, жителів яких він міг закликати в армію. Повстання набуло значного розмаху і поширилося на велику частину території Пергамського царства. Вже на початковому етапі боротьби Арістонік оголосив себе царем.
Проти Арістоніка, крім окремих міст, виступили царі держав Малої Азії: Нікомед II Віфінський, Мітрідат V, цар Понту, Аріарата IV, цар Каппадокії, і правитель Пафлагонії Пілемен.
Війська міст і царів Малої Азії не мали успіху в боротьбі з Арістоніком, тому в 131 році до н. е. на придушення повстання була спрямована римська армія, на чолі якої стояв консул Публій Ліциній Красс Муціан. Арістонік вступив в бій з противником, який відбувся між містами Міріна і Елея. Римляни і їх союзники були розбиті, сам Красс потрапив у полон. Не бажаючи миритися з полоном, римський командувач вдарив прутом по очах воїна-фракійця, який його охороняв. Знавіснілий від болю страж заколов мечем свого бранця. Голова Публія Ліцінія Красса була відрубана і доставлена Арістоніку, а тіло поховане в Смірні.
Через рік, у 130 році до н. е., в Малу Азію прибула армія нового консула Марка Перперни. Римський командувач розбив військо Арістоніка в битві. Останній втік і змушений був сховатися за стінами міста Стратонікея в області Місія. Римська армія обложила місто і голодом змусила повстанців здатися. Полонений Арістонік був відісланий у Рим, де був страчений.
Полонення ватажка повстання не зупинило боротьбу: країна як і раніше опиралася римлянам. Тільки в 129 році до н. е. консул Маній Аквілій придушив останні осередки опору.
Після придушення повстання в Малу Азію була відправлена сенатська комісія для організації нової провінції. Херсонес і частина Фракії, що належала Атталідам, були приєднані до Македонії, Егіна і Андрос — до провінції Ахая. Деякі території були віддані сусіднім державам, які взяли участь у придушенні повстання, на решті території Пергамського царства була утворена провінція Азія, до складу якої увійшла ще і відтята у Родосу Карія.

## Структура держави

### Царська влада Атталідів

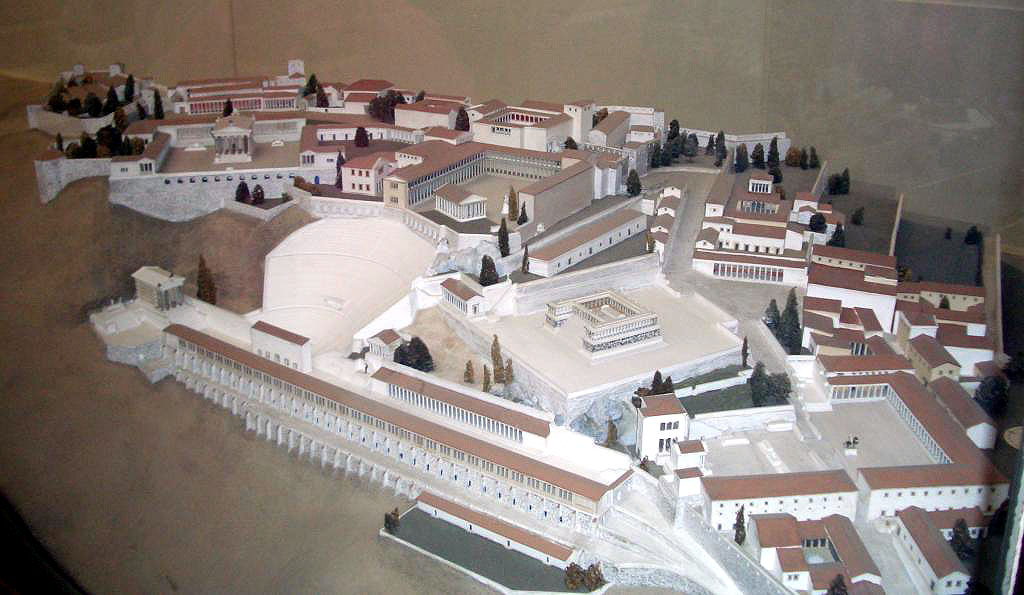
Реконструкція акрополя в Пергамі

Пергамська держава, подібно до інших елліністичних держав, була монархією. Її політичний розвиток протікав своєрідно. Це виразилося в тому, що два важливих явища — становлення державної самостійності і оформлення царської влади — не збігаються в часі і відстають одне від одного більш ніж на сорок років. Тому в розвитку політичного ладу Пергамського царства виділяють два етапи. Перший охоплює час від моменту відділення від Лісімаха і фактичного здобуття політичної самостійності до прийняття царського титулу Атталом I. Другий етап триває від проголошення Аттала I царем і до закінчення династії після розгрому римлянами повстання Аристоніка.
За своєю етнічною приналежністю династія Атталідів не була чисто грецькою (хоча б по лінії матері), а мала малоазійське, точніше, пафлагонське коріння. Батько засновника династії Аттал був, за припущенням деяких фахівців, вихідцем з грецької або македонської родини. Мати Філетера Боа відома в античній літературній традиції як пафлагонійка.
Перші Атталіди володіли власними військовими силами, відмінними від полісного ополчення, користувалися правом військового командування, мали військову фортецю, яку, судячи з археологічних даних, вони додатково укріпили. Відносини полісу і одноосібної влади при цьому набули форми складного діалогу. Громада і всі органи управління полісу збереглися, але правитель Евмен I здійснював верховний контроль і управління через призначених ним особисто головних посадових осіб полісу — колегію стратегів.
Влада перших правителів з самого початку набула спадкового характеру, передавалася по чоловічій лінії, але не від батька до сина.
Другий етап розвитку пергамської державності пов'язаний з прийняттям царського титулу Атталом I. Хоча прийняття царського титулу було прямо пов'язане з його військовими перемогами, процес становлення монархії в Пергамі здійснювався без будь-якої участі війська.
Після прийняття царського титулу Атталом I відбулися помітні зміни в характері влади правителів Пергаму. Перш за все їх влада отримала законну підставу і офіційне найменування, самі ж правителі Пергаму набули офіційного титулу. Влада царів стала більш повною і значною. Династія Атталідів отримала офіційне міжнародне визнання.
Для Пергамської держави характерний високий рівень концентрації влади в руках царя. З декількох документів відомо, що надання різного роду пільг містам, військовим поселенням здійснювали намісники провінцій тільки з дозволу царя. Саме царю належало право звільняти поліси від податків. Влада елліністичного царя мала військовий характер. Це виражалося в тому, що правитель володів вищою військовою владою, часто здійснюючи особисте командування армією і флотом, розробляв разом зі своїм оточенням військові плани, приймав рішення щодо початку війни або укладення миру. Призначення посадових осіб вищого рангу з цивільної та військової влади також було прерогативою царя.
Найважливіші дипломатичні акції пергамські царі здійснювали особисто. Високу активність у цьому роді діяльності розгорнули Аттал I Сотер, Евмен II і Аттал II. Евмен І, наприклад, тричі здійснював поїздки в Рим, відвідував Афіни, Дельфи, неодноразово зустрічався з послами Римської республіки, Антіоха III, Фарнака I — царя Понту, приймав посольства багатьох міст.
У Пергамському царстві закони видавалися на двох рівнях. Перший — рішення народних зборів міст, які приймалися тільки для жителів даного поліса і не поширювалися на громадян інших міст. Цар тією чи іншою мірою і формою прагнув впливати на законодавчу діяльність народних зборів. Другий — більш високий рівень — складали закони, які вийшли з царської канцелярії. Видавалися вони від імені царя, поширювали свою дію на населення всієї країни.
Однією з рис династії Атталідів було збереження високого становища за жінками правлячого дому — матерями та дружинами царів. Всі правителі підкреслювали демонстративно шанобливе ставлення, повагу до матері-цариці, її високе становище.

### Центральне управління
Система управління Пергамською державою при ранніх Атталідах — Філетері і Евмені I, невідома. Найімовірніше, управління здійснював особисто правитель за посередництвом вузького кола наближених. Територія держави була невелика, тому, очевидно, система адміністративно-територіального поділу країни була відсутня, за винятком міських округів — філ.
Після прийняття царського титулу Атталом I в Пергамі за зразком інших елліністичних держав почалося формування придворного апарату. Документи згадують вищу посадову особу з титулом «завідувач справами». Це Меноген, син Менофанта. Він почав свою службову діяльність за царя Евмена II. Серед царських придворних в державі Пергам відома особа з титулом «хранитель печатки». У чому конкретно полягали обов'язки «хранителя печатки» в царстві Атталідів — невідомо.
Один з документів — лист Аттала II жерцеві храму Кібели в Пессінунті — згадує групу наближених до царя осіб, які мали придворний титул «родич». Вони складали вищу державну раду, яка допомагав монарху у прийнятті відповідальних рішень. Вчені неодноразово відзначали, що придворне звання «родич царя» носило почесний характер і могло даватися людям, які не перебували у родинних стосунках з монархом.
Серед придворних важливу роль відігравали особи, які володіли титулом — «товариш дитинства царя» або «співвихованець царя». Серед документів Пергамської держави, пов'язаних з діяльністю володарів титулу «товариш дитинства царя», важливе місце займає почесний декрет цивільної громади столиці, прийнятий на честь придворного, ім'я якого в написі не збереглося. Документ, що датується часом правління Аттала II, розповідає в урочистому, піднесеному стилі про те, що шанований мав при царі перше місце та найвищі почесті і був посланий Атталом II до римлян, щоб повідомити про дії ворогів.
При царі існував спеціальний корпус особистих охоронців, про який, на жаль, нічого не відомо.
Одним із придворних титулів в елліністичних державах було звання «друг царя». «Друзі» царя всіх рангів не складали при дворі певної системи посад, суворо пов'язаних з виконанням встановлених обов'язків. Їх звання було почесним придворним титулом і свідчило про високе соціальне положення його власника, про його близькість до царя. «Друзі» могли виконувати найрізноманітніші обов'язки.
Одна з рис центрального управління Пергамського царства полягала в тому, що виконання важливих військових та адміністративних функцій нерідко покладалося на найближчих родичів царя, при Евмені II — на трьох його братів, серед яких особливо активну роль грав Аттал, майбутній цар. У випадку від'їзду царя з військовою чи дипломатичною місією його заміщав на царському посту один з братів.
Велику роль у системі центрального управління відігравала царська канцелярія. Цей орган отримував кореспонденцію, що надходила на ім'я царя, оформляла царські розпорядження, закони і розсилала їх посадовим особам і містам. Кожен лист монарха супроводжувався зазначенням, хто саме його доставив.
На підставі одного джерела можна вважати, що при дворі Атталідів велися ефемериди — щоденні записи найзначніших подій, які відбувалися в країні, в житті царя і його оточення. Аттал II у своєму посланні місту Кізік в 135 році до н. е. послався на записи, зроблені на 18-й рік правління Аттала II.
Офіційною мовою, якою велося діловодство в Пергамському царстві, була грецька. Іншими мовами, наскільки відомо, документи Атталідів не складалися.
Держава мала казну і спеціальну посадову особу, яка відала фінансами. У Пергамському царстві вона називалася «хранитель скарбниці» і згадане лише один раз в декреті громадян міста Сарди на честь Тімарха, сина Менедема.
При дворі Пергамських царів проживала велика кількість учених, філософів, скульпторів, художників. Вони не обіймали ніяких державних посад і становили свого роду інтелектуальне, творче оточення правителя. Серед них відомі видатний скульптор Епігон, лікар Стратій, вчений граматик Кратес, поети Лесхід і Мусею з Ефесу, поет і історик Аполлодор з Афін, поет Нікандр з Колофона.

### Адміністративно-територіальний поділ
Подібно до держави Селевкідів Пергамське царство не мало офіційної назви. Полібій, розповідаючи про події пергамської історії, вживав вирази «цар Аттал», «цар Евмен», «в Азії Аттал», іноді просто «Аттал», «Евмен», не вказуючи, царем якого народу чи держави він був.
Монети Атталідів карбувалися із зображенням Селевка I, потім Філетера від його власного імені і від імені Евмена I, Аттала I, Евмена II і Аттала II. Карбувалися також монети із зображенням Евмена II з легендою «(монета) царя Евмена».
Герба держава не мала. Жодних символів Пергамського царства на монетах не карбувалося. Зображення на грошах пов'язані не з державою, а з династією, що правила в ньому, і з особистістю конкретного царя.
В період найбільших територіальних надбань площа Пергамського царства становила, за приблизними підрахунками фахівців, близько 173 тисяч квадратних кілометрів, тобто майже дорівнювала території сучасної Греції. Чисельність населення держави умовно визначають як 5,5 мільйона чоловік.
Держава Атталідів мала населення різного етнічного складу. Західні області (перш за все узбережжя) Малої Азії були заселені переважно греками, що проживали в численних містах і військових колоніях. Джерела свідчать про наявність в країні македонського етнічного елементу. Кількість македонців було незначним і обмежувалось переважно воїнами.
Значну частину населення держави Атталідів становили народи Малої Азії, що здавна проживали на цій території. Це місійці, фригійці, карійці та інші. Основна частина місцевого населення проживала в сільській місцевості і займалася сільським господарством. У східних районах Пергамського царства — в центральній частині півострова в першій половині III століття до н. е. оселилися кельти (галати), що прийшли з Європи.
Місцеві народи, що населяли переважно віддалені від узбережжя області півострова, зберігали свою мову, традиційний спосіб життя, імена, писемність. Процес еллінізації торкнувся значної частини місцевого населення, але не привів до повного витіснення місцевих мов, культур, релігійних вірувань.
Для управління країною на території Пергамського царства були виділені великі адміністративно-територіальні округи, на чолі яких стояли спеціальні призначені царем посадові особи — стратеги. Утворення округів припадає на час після 188 року до н. е. і було викликане територіальним зростанням держави і пов'язаною з цим необхідністю реорганізації управління країною. Джерела згадують в Пергамському царстві три округи і відповідно трьох управителів. Перший округ мав у своєму складі прилеглі до Геллеспонту області. На його чолі стояв македонець Корраг, призначений на посаду царем. Другий округ становили півострів Херсонес і фракійські області. На чолі округу при Аттал III стояв стратег Стратон. Третій округ також зі стратегом на чолі утворили Ефес і прилеглі до нього області.
Показово, що територіальні округи Пергамського царства не називалися сатрапіями, як в державі Александра Македонського або в царстві Селевкідів. Чи існував більш дрібний територіальний поділ В Пергамській державі — невідомо.
На території держави перебувала значна кількість храмів і храмових общин. Відомі поселення, що виникли близько авторитетних серед грецького і місцевого малоазійського населення святилищ — Гієрополь, Гієракоме, Діосгієрон. Про відносини храмів з центральною владою відомо мало. Судячи зі збережених джерел, храми і храмові общини підкорялися державній владі, яка здійснювала загальне управління їхнім життям. Кілька документів свідчать про те, що царі надавали храмам земельні наділи, а також дарували звільнення від тих чи інших податків.

### Економіка і податкова система
Природні багатства (ліс, мармур, руди, пасовища тощо), а також вигідне географічне положення на узбережжі Егейського і Середземного морів сприяло економічному піднесенню. Високого розвитку досягли землеробство, виноградарство, оливководство, скотарство (особливо конярство і вівчарство), ремесло (ткацтво, гончарне, збройове, фарбувальне, будівельне, шкіряна справа). У каменярнях, копальнях, ремісничих майстернях, переважно царських, використовувалася праця рабів, щільність яких у царстві була досить високою. 
У сільському господарстві основними виробниками були залежні та напівзалежні общинники. Частина землі знаходилася у військових поселенців (катеків), які несли військову службу.. 
Ремісничі виробництва розвивалися на багатих запасах місцевої сировини: хороших сортів глини, металів, дерева і смоли, отримуваних з власної худоби шкір і шерсті. Виготовлення зброї, пергамена і парчі було царською монополією і робилося у великих царських майстернях. Пергам і Ефес були одними з найбільших керамічних центрів елліністичного світу. Якщо спочатку форми кераміки були подібні до аттических (канфари, чаші, кратери), то пізніше виробляються специфічні пергамські форми (скіфоси, канфари, чаші тощо), а також вироблено власний стиль сігіллати (столового начиння).
Торгували з іншими державами зерном, смолами,  шкірою, фарбами, тканинами, корабельним лісом, керамікою, пахощами, пергаментом. Пергам мав в розпорядженні значні надлишки зерна і разом з Єгиптом був великим експортером хліба. На середземноморських ринках цінувалася пергамська маслинова олія. Головним портом була Елея. На березі Пропонтіди було побудовано портове місто Геленополь, через яке пішли товари до Причорномор’я. На південному узбережжі Малої Азії — в Памфілії — була заснована Атталія, порт для торгівлі з Єгиптом, сполучений сухопутною дорогою з найбільшими внутрішніми центрами країни. Імпортували насамперед рабів. 
Джерела, за рахунок яких поповнювалася царська скарбниця, були різними. Серед них важливе місце займали податки на сільське населення, податі, які надходили від міст, від військових поселенців і землеробів храмових общин, доходи від царських ремісничих майстерень, торгові мита, військова контрибуція.
Податки з міст і сільського населення, природно, не були єдиним джерелом багатства царів Пергаму, але їх роль була велика. На жаль, інформація про систему податків в Пергамському царстві неповна і не дозволяє досить докладно її відновити. Відомо, що царській владі платили податки різні категорії населення та громади різних типів: поліси, військові поселенці, сільські жителі і храмові общини.

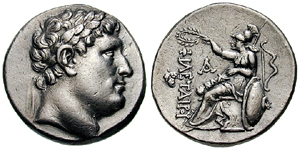
Пергамські тетрадрахми

Однією з найважливіших категорій платників податків в Пергамському царстві були міста. У взаємовідносинах полісів з царями одне з центральних місць займало питання про сплату податків центральній владі. Відомо, що внески в царську казну зобов'язані були робити міста Темн, Теос, Лебед, Колофон, Тралли, Ефес, Телмес, Магнесія біля гори Сіпіл, Сарди, Фіатіра, Пріап, Парій, Скепсіс, Амлада та інші.
Податкова система Пергамського царства була досить складною і включала в себе податки декількох видів. Основний грошовий внесок, який міста платили цареві, в джерелах називався кількома грецькими словами, точний сенс кожного з яких вченим залишається невідомим. Поряд з основним прямим прибутковим податком поліси зобов'язані були сплачувати в казну і різні додаткові збори, зокрема існували портові збори. Сільські жителі в Пергамському царстві теж платили податки, але інформації про це вкрай мало.
Крім названих вище регулярних і екстраординарних виплат в грошовому вигляді існувала й інша форма експлуатації населення грецьких полісів і сільських громад — побори в натуральній формі.
Цар і представники його адміністрації, що займалися фінансами, визначали для міста загальні суми платежів і податків. Очевидно, розподілом серед міського населення податкових сум і їх збиранням займалися полісні органи управління (стратеги в Пергамі і ряді інших міст, скарбники), і передавали зібрані кошти в руки царських посадових осіб (епістатів, стратегів провінцій та інших). Інтереси царської скарбниці захищали спеціальні посадові особи, що виконували контрольні і деякі адміністративні функції. На жаль, структура фінансової адміністрації Атталідів не відома.
Царі Пергаму надавали полісам важливу фінансову пільгу — право карбувати власну монету.

### Військові сили
Армія Пергамського царства складалася із загонів професійних воїнів-найманців, із катеків — військових поселенців. До служби залучалися також громадяни столиці і, ймовірно, інших міст царства. Додатково набиралися представники місцевого малоазійського населення.
Судячи з усіх наявних матеріалів, чисельність пергамської армії була невелика. Під час війни Риму з Сирією (192—188 роки до н. е.), В якій Евмен II взяв активну участь, в битві при Магнесії в 190 році до н. е., військо пергамського царя налічувало 2-3 тисячі чоловік. Значною підтримкою пергамського царя був загін, посланий на допомогу Ахейським союзом. До його складу входили 1000 піхотинців і 100 вершників.
Після Апамейського миру 188 року до н. е. у зв'язку із значним територіальним зростанням держави збільшилася чисельно і його армія. Джерела цілком виразно свідчать про деяке збільшення військової сили царів Пергаму.

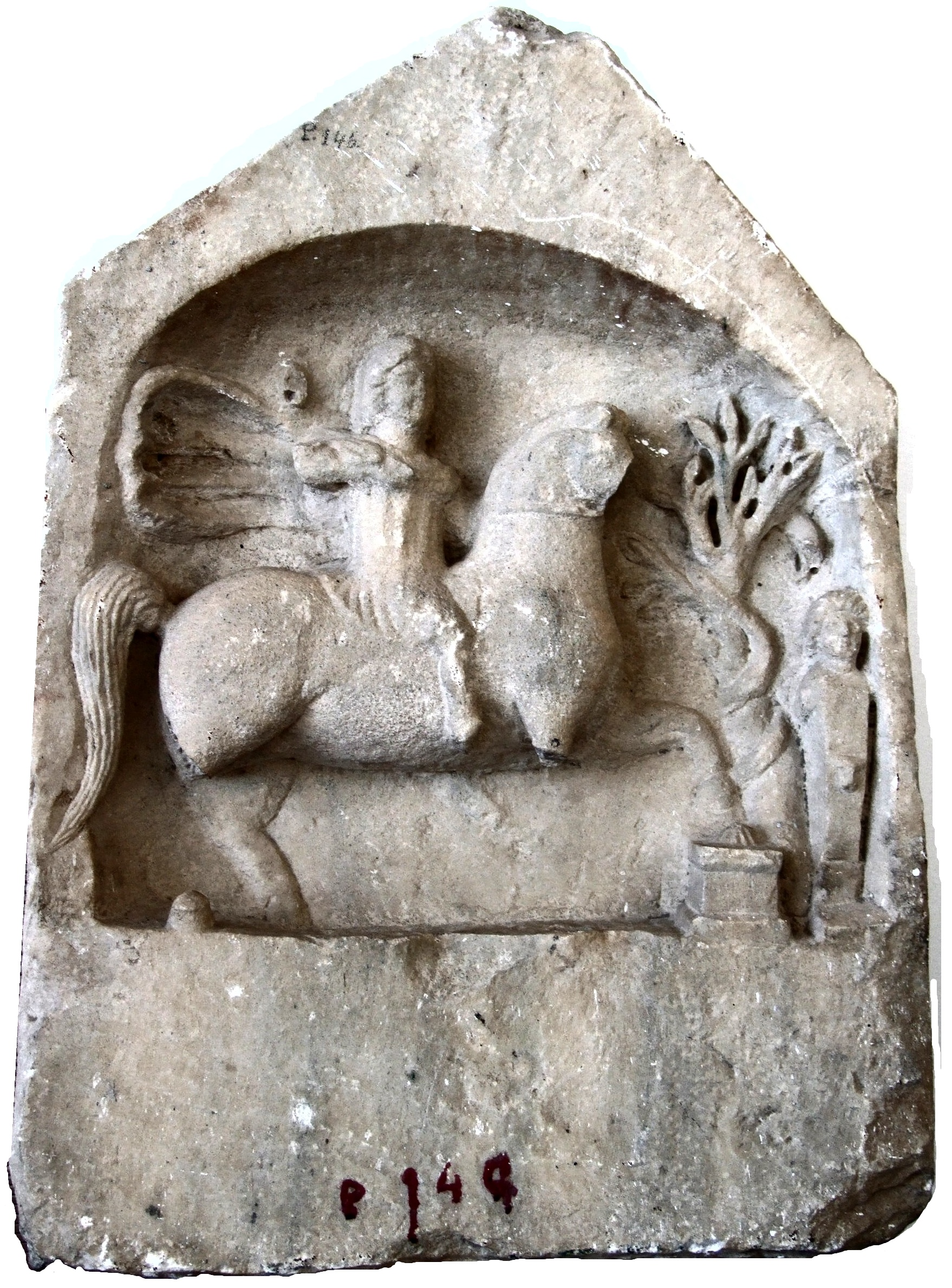
Рельєф фракійського вершника

Важливу роль в арміях елліністичних держав, у тому числі і царства Атталідів, відігравали наймані солдати, які складали численні і, мабуть, найбоєздатніші підрозділи. Найманці в армії Пергамського царства походили із найрізноманітніших областей грецького світу: з міст Массілія, Соли, Лісімахія на півострові Херсонес Фракійський, з полісів Малої Азії, областей північної і середньої частин Балканської Греції, з міст Пелопоннесу і з острова Крит. Частина воїнів-найманців мала негрецьке походження. Джерела згадують македонців, траллів, фракійців.
Частина пергамських військових сил становили військові поселенці, яких нерідко в літературі не зовсім точно називають катеками. Внутрішня організація військових поселень відрізнялася від полісної. Колонії не мали своїх епонімних магістратів і вели літочислення за роками правління царя. Разом з тим колонії набували елементів общинної організації. Очевидно члени поселень збиралися на збори, приймали почесні постанови (документи іншого роду не збереглися), відзначали громадські свята. Підсумком природного розвитку деяких військових колоній було перетворення їх в кінцевому рахунку в поліси або зближення їх організації з полісною.
Після встановлення влади Атталідів над галатами в армію царів Пергамської держави залучалися кельти.
Також певну роль і військових силах держави відігравали цивільні ополчення полісів царства. Відомо, що до військових походів залучалися громадяни столиці царства.
Слід зазначити, що міста царства підтримували і розвивали свої укріплення — стіни, башти, ворота. Їх мали, наприклад, Сест, Сарди, Корік, Пергам, Андрос.
Пергамська сухопутна армія поділялася на три роди військ: кінноту, важку піхоту і легку піхоту. На чолі кінноти стояли гіппархи. Піхота поділялася на підрозділи, що називалися гегемонії, на чолі яких знаходилися гегемони або, за написами з Лілеї, ксенаги. Більш великі підрозділи, а також своєрідні військові округи очолювали стратеги. Верховне командування армією Пергамської держави здійснювали царі, які у багатьох випадках особисто очолювали війська.
Воїни Пергамського царства мали традиційне грецьке і македонське озброєння: шолом, який залишав відкритим обличчя і захищав голову, потилицю, лоб і щоки, а також панцир, щит, поножі, списи та мечі.
Для облоги міст супротивника і захисту власних укріплень використовувалися військові машини. Тит Лівій оповідає про те, що в роки Першої Македонської війни при облозі міста Орея Аттал I використовував балісти, катапульти та інші знаряддя, які метали каміння величезної маси. При археологічних дослідженнях Пергаму були відкриті спеціальні приміщення для зберігання метальної техніки та знайдено близько 900 ядер до неї. Їх вага досягала 72 кілограм.
Пергамські царі володіли власним військовим флотом. Його виникнення пов'язане, ймовірно, з часом правління Евмена I. Флот Пергаму складали кораблі різного класу і призначення. Серед них джерела згадують палубні пентери, квадріреми, що мали відповідно по 5 і 4 ряди весел, безпалубні кораблі. Для перевезення кінноти були спеціальні судна «гіппагоги». До складу флоту входили також вантажні кораблі, було спеціальне царське судно.

## Вірування
Двома помітними культами в ранньому Пергамі були культ Кабірів, пантеону, ймовірно, фригійського або фракійського походження, який синкретизувався з давньогрецькими віруваннями та міфологією, та корибантів, поклонників богині-матері Кібели. 
Ще одним важливим культом, хоча й більш поширеним в елліністичному світі, був культ богині Афіни. Близько 220 року до н.е. Аттал I, проводив важливі ігри на честь Афіни. Наприкінці панування останнього Афіні було надано місцевий титул Никифор, «той, хто дарує перемогу». У 181 році до н.е. Евмен II  перезаснував свято на честь Афіни як свято Никефорії  та присвятив місце за Пергамом під назвою Нікефорія. Нікефорія стала найважливішим релігійним святом у Пергамі у II ст. до н.е..
Атталіди вже в останній третині III ст. до н.е. виявляли особливу шану до Діоніса, який у Пергамі носив епітет Кафегемон,[ та обрали його головним богом своєї династії.

## Культура
Аттал I заснував царську бібліотеку в Пергамі, яку вже остаточно облаштував та суттєво розширив Евмен II. Вона була другою за розміром і значенням після Александрійської бібліотеки. Згідно з Плутархом, у час свого розквіту бібліотека містила 200 тис. книг (сувоїв). За Євмена II головним бібліотекарем був граматик і філософ-стоїк Кратес, який створив перший відомий глобус Землі. Останній заснував Пергамську граматичну школу — науковий центр, що був головним конкурентом Александрії. Суперництво між Александрійською та Пергамською бібліотеками призвело до того, що обидві намагалися будь-якими способами отримати нові книги. Зокрема правителі вдавалися до конфіскації літератури, тому власники менших бібліотек зумисне їх переховували. Єгипетський цар Птолемей V навіть заборонив продаж у Пергам папірусу, щоб перешкодити написанню нових сувоїв. Це спонукало жителів Пергама збільшити виробництво пергаменту — матеріалу, що отримав назву від їхнього міста.
При царському дворі мешкало багато вчених, літераторів, лікарів, зокрема Антигон Каристський, Нікандр, а цар Аттал III сам був значним вченим.

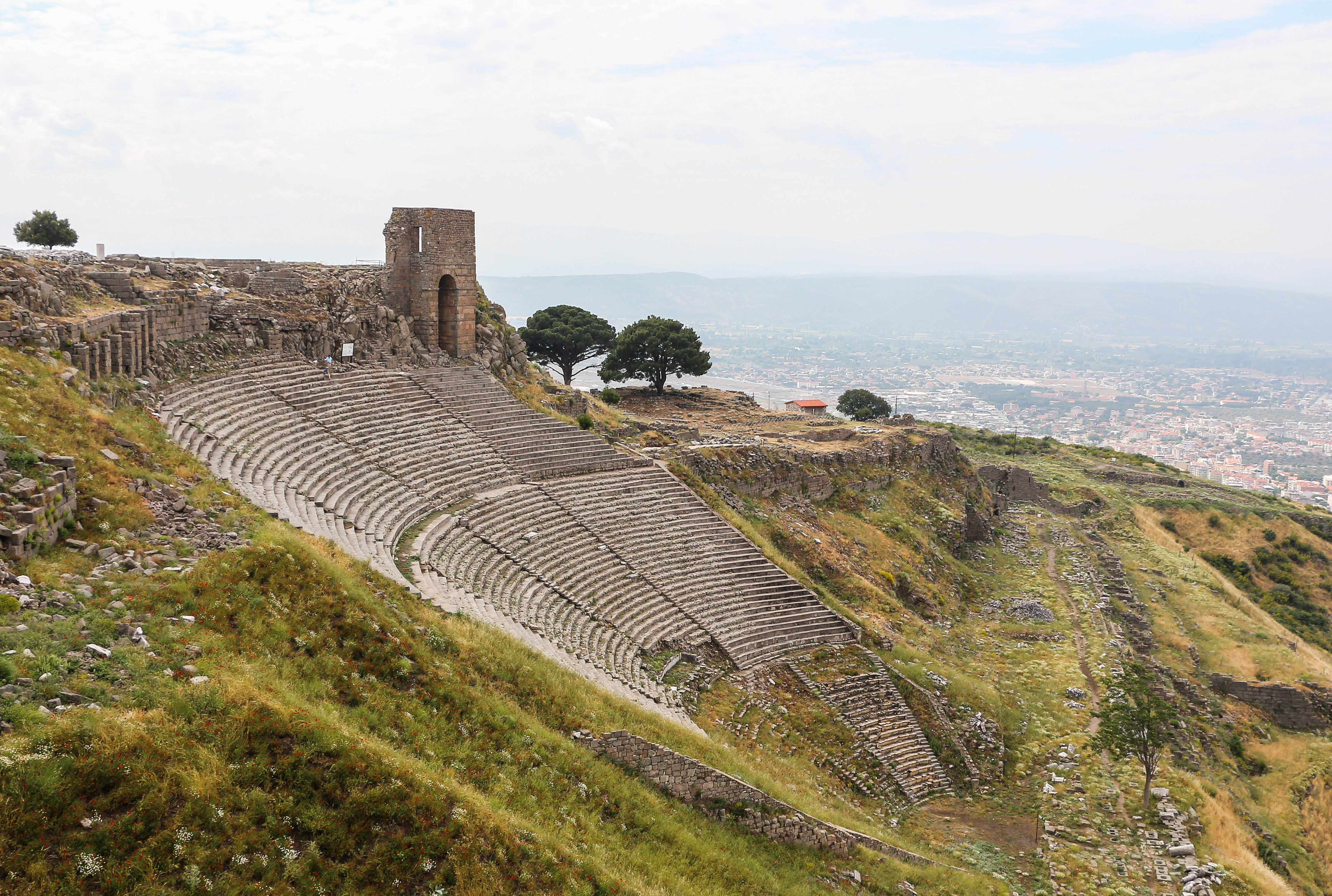
Пергамський театр

Цар, його родина, знать, заможні мешканці міст царства полюбляли театральне мистецтво, продовжували ставили класичних і сучасних, часто афінських, драматургів та комедіографів. Театр у столиці міг мав 78 рядів місць і міг вмістити 10 тис. глядачів, піднімався на 36 м у висоту, що робило його найкрутішим залом для глядачів серед усіх античних театрів. Три круглі коридори, що називалися діазоми, розділяли оболонку залу, койлон, на яруси, до яких вертикально можна було дістатися вузькими сходами завдовжки 0,75 м, і ділили зал на шість і сім клинів. Під театром розташовувалася тераса завдовжки 247 м і завширшки до 17,40 м, що спиралася на високі підпірні стіни та була обрамлена колонадами з довгих боків. З Верхнього ринку входили до нього через ворота на півдні. На цій терасі не було місця для круглої оркестрової споруди, як можна було б очікувати від грецького театру. Натомість за потреби будувалася лише дерев'яна конструкція сцени, яку розбирали поза сезоном вистав. Таким чином, вид вздовж тераси на храм Діоніса на північному кінці, де проходила вся постановка, не був обмежений. 

### Архітектура
Починаючи з простої фортеці, розташованої на Акрополі, з перших царів створювався величезний архітектурний комплекс. Будівлі було розташовано віялом навколо Акрополя, щоб врахувати характер місцевості. Агора, на південь на найнижчій терасі, облямована галереями з колонадами або стоями. З цього починалася вулиця, яка відділяла адміністративні, політичні та військові будівлі на сході та вершині скелі від святилищ на заході.

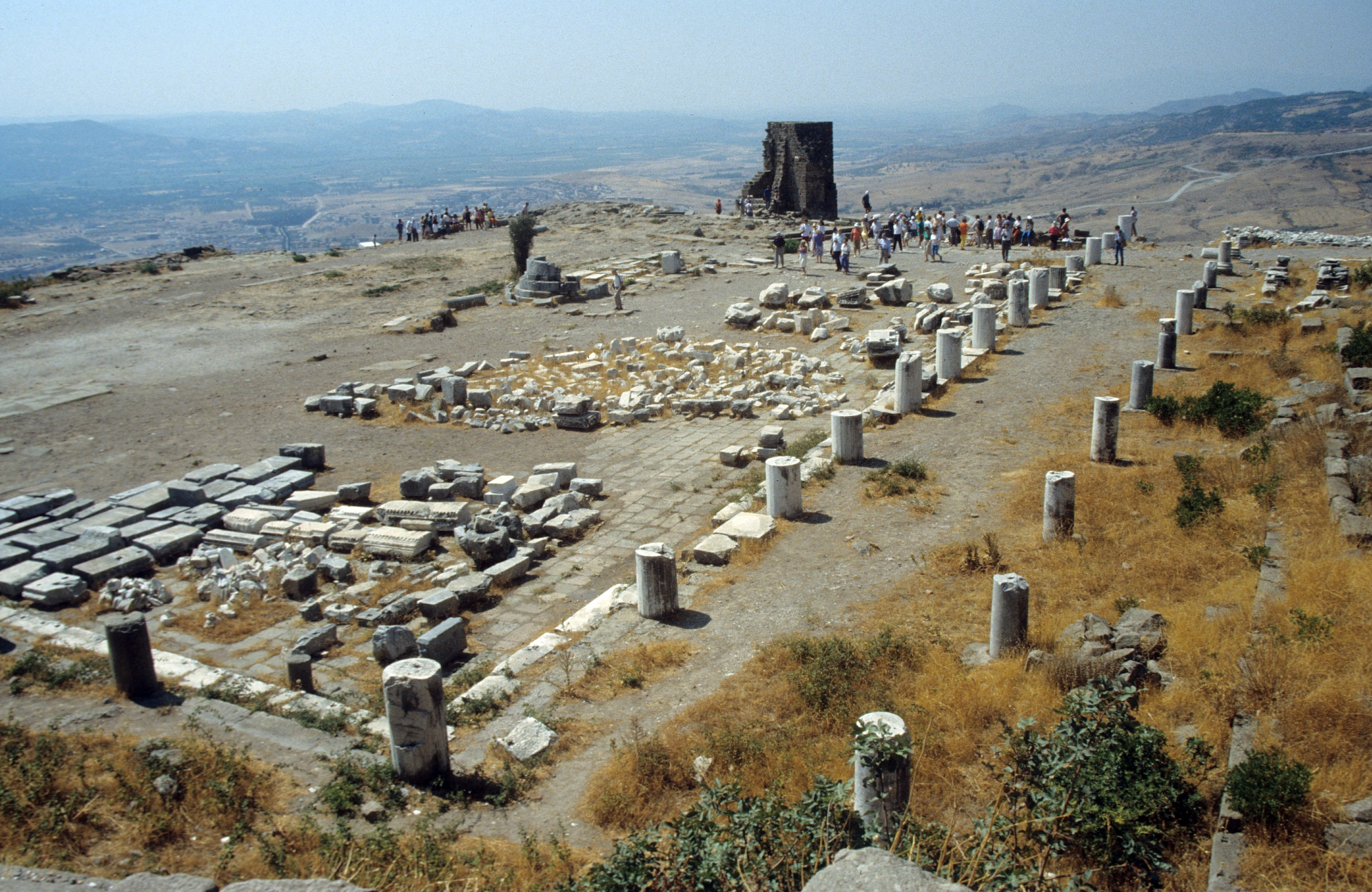
Рухни храма богині Афіни

Численні святилища та храми прикрашали міський пейзаж Пергама, включаючи святилище Афіни, храм Діоніса, святилища Деметри та Гери, а також святилище Асклепія, розташоване десь за 3 км на захід від міста, з його обширною територією. Теменос для культу правителя розташовувався на замковому пагорбі. Найстаріший храм Пергама — це святилище, присвячене Афіні, з IV ст. до н.е., зведене ще Лісімахом. Потім добудовувався Атталом I. Це доричний периптер, звернений на північ, з 6 × 10 м колонами та целлою, що розташована в шаховому порядку на два приміщення, з яких сьогодні видно лише розміром близько 12,70 × 21,80 м. З інтерколумнієм розміром 1,62 м та діаметром лише 0,75 мм для колон заввишки десь 5,25 м, розташування колон дуже легке для періоду храму.

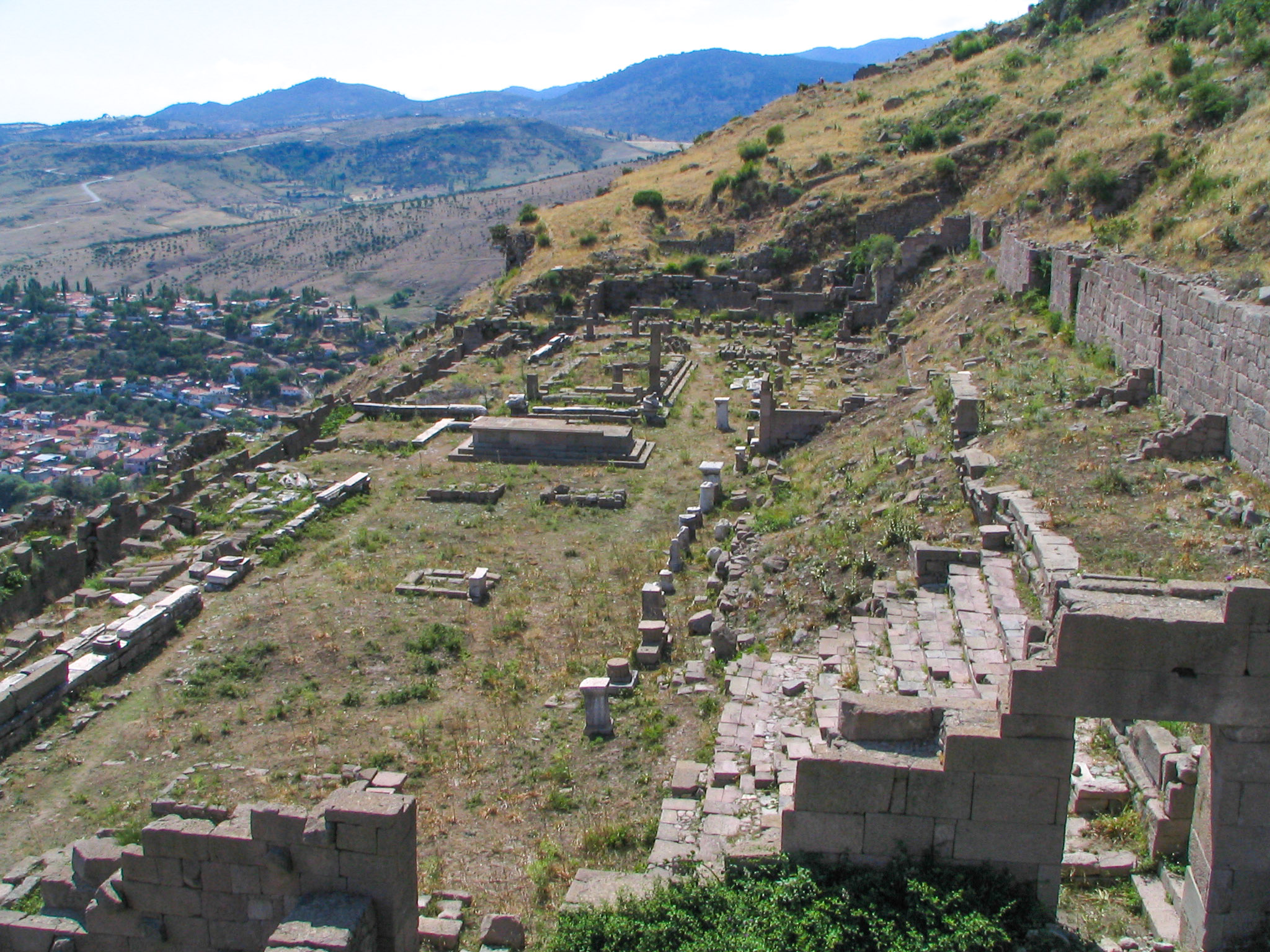
Руїни святилища Деметри

Святилище Деметри розміром десь 50 х 110 м розташовувалося на центральному виступі на півдні замкового пагорба. До святилища входили зі сходу через пропілеї, який виходив на внутрішній двір, оточений колонадами з трьох боків. У західній половині внутрішнього двору стояв іонічний храм Деметри, простий антський храм розміром 6,45 х 12,7 м. Побудовано з місцевих матеріалів, елліністична будівля мала мармуровий фриз, прикрашений букраніями та гірляндами. Десь за 9,5 м перед спорудою, зверненою на схід, стояв вівтар близько 7 м завширшки та 2,3 м завглибшки. Храм і вівтар було збудовано Філетером та його братом Евменом.
Після розширення Пергамського царства за розмірами після Апамейського договору, Евмен II розпочав масштабну будівельну програму в Пергамі. Було збудовано величний новий двоповерховий храм Афіни у Пергамі. 

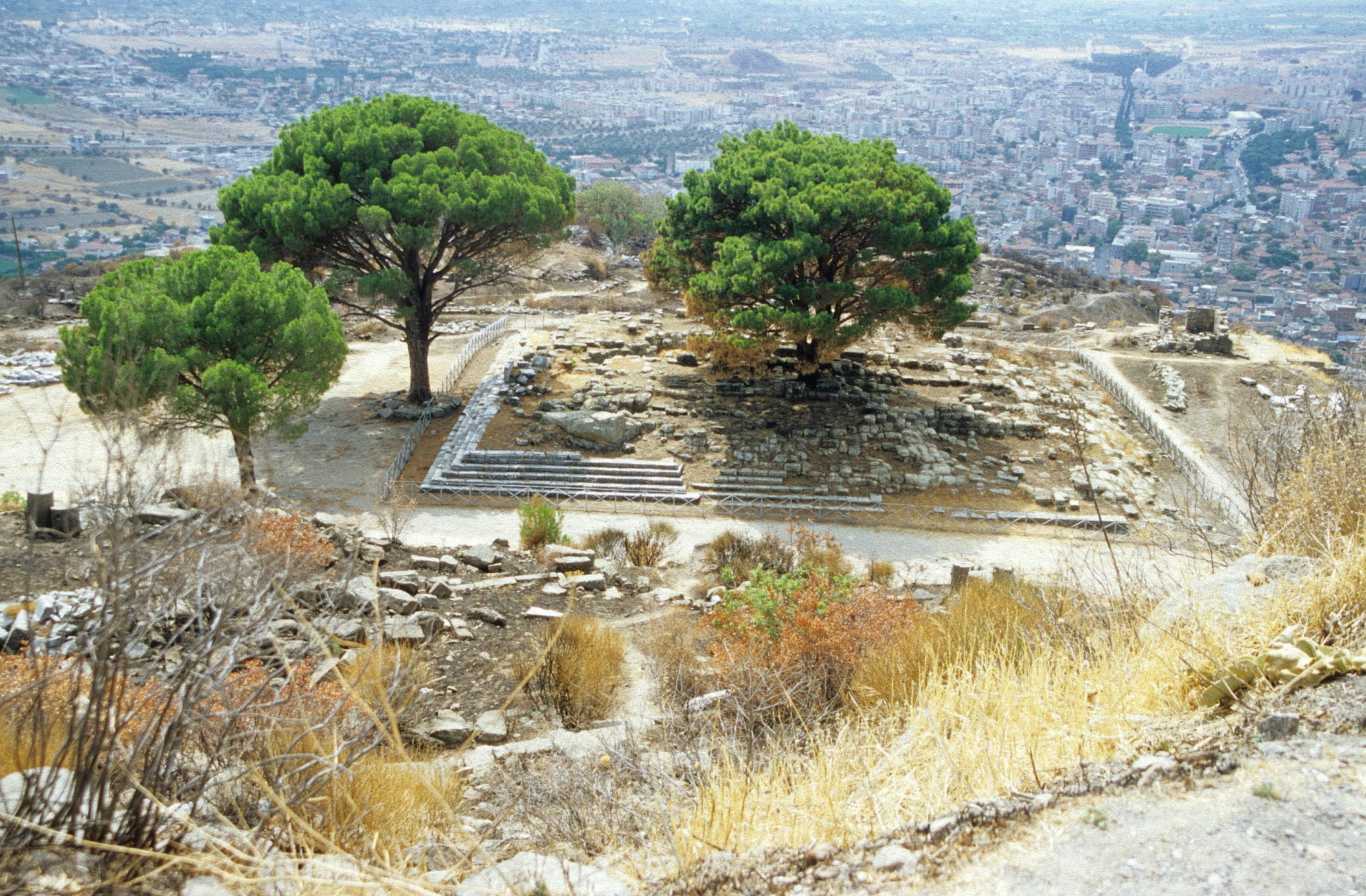
Основа Пергамського вівтаря

Наприкінці 180-х років до н.е. розпочав будівництво великого Пергамського вівтаря, ймовірно, присвячений Зевсу та Афіні. Його сітчастий фундамент досі знаходиться в районі стародавнього верхнього міста. Залишки Пергамського фризу, який спочатку його прикрашав, можна побачити в Пергамському музеї в Берліні.
Святилище Гери Базилеї розташовувалося на північ від верхньої гімнастичної тераси. Його планування складалося з двох паралельних терас: південної приблизно на 107,40 м над рівнем моря, північної десь на 109,80 м. Верхня тераса підтримувала храм Гери, що відкривався на південь, приблизно по центру. На заході її оточувала екседра завширшки 6 м, а на сході - споруда, функцію якої неможливо було визначити. Дві тераси були з'єднані сходами завширшки близько 7,50 м, що складалися з 11 сходинок перед фасадом храму.
Храм розміром близько 7 × 12 м височів на триярусній підконструкції та був побудований як чотириколонний доричний простиль, антаблемент якого був ритмічно розташовано з трьома тригліфами та метопами на кожен проліт. У той час як усі інші споруди святилища були зроблені з трахіту, видимі частини храму були зроблені з мармуру або принаймні облицьовані мармуром. Основа культового зображення всередині целли служила для демонстрації трьох культових зображень.
Евмен II побудував храм Діоніса на північному кінці театральної тераси. Мармуровий храм-подіум, піднятий на 4,50 м над рівнем театральної тераси, був спроектований як іонічний простиль з чотирма передніми колонами та глибоким двоколонним вестибюлем, і до нього можна було потрапити через 25-ступінчасті сходи.

### Житло
Спільним для більшості елліністичних будинків у Пергамі є планування навколо відносно невеликого, центрально розташованого та приблизно квадратного внутрішнього двору, з кімнатами, що прилягають до нього з одного або двох боків. Головні кімнати часто розташовані в шаховому порядку у два ряди на північній стороні внутрішнього двору. Вестибюлі, що забезпечують доступ до інших кімнат, знаходяться та відкриваються на південний внутрішній двір через широкий прохід або колони. Точна орієнтація комплексів з півночі на південь зазвичай була неможливою через топографічні умови та старіші будівлі. Комплекси різняться за розміром та розташуванням кімнат. Найпізніше з правління Філетера цей тип будинків з внутрішнім двором став поширеним і все більше стандартизованим, але стандартизація виключається. Деякі комплекси можна вважати будинками простас і їх можна порівняти з подібними комплексами в Прієні; інші мають широкі колонади, що простягаються перед північними головними кімнатами. В останньому випадку двоповерхові будівлі неодноразово підтверджуються сходами. У внутрішніх дворах зазвичай розміщувалися цистерни, які збирали дощову воду з похилих всередину дахів. Для забудови за часів Евмена II розмір житлових блоків можна визначити як 35 × 45 м, хоча цей розмір зазнавав сильних коливань та адаптувався до відповідних умов місцевості.